# Midway (Schiff)
Die Midway (CV-41) (zuvor CVB-41 bzw. CVA-41) war ein Flugzeugträger der United States Navy und das Typschiff der Midway-Klasse. Sie war das dritte Schiff, das den Namen USS Midway trug. Die wenige Tage nach dem Ende des Zweiten Weltkriegs in Dienst gestellte Midway nahm am Vietnam- und am Zweiten Golfkrieg teil. Von 1973 bis 1991 war sie als vorgeschobener Flugzeugträger in Yokosuka, Japan, stationiert. Durch zahlreiche Umbauten und Modernisierungen wurde der Flugzeugträger während seiner Dienstzeit in seinem Aussehen stark verändert – vom Geraddeckträger 1945 über das erste Winkeldeck 1957 bis hin zum weit auskragenden Flugdeck 1970. Im April 1992 wurde die Midway nach fast 47 Dienstjahren in die Reserveflotte überführt. Seit 2004 ist sie als das USS Midway Museum in San Diego für die Öffentlichkeit zugänglich.

## Technik

Flugdeck der USS Midway
Blau: Aufzüge und Brückenaufbau
Rot: Katapulte.
Oben: Bauzustand 1945
Mitte: Bauzustand 1957
Unten: Bauzustand nach 1970

### Rumpf und Antrieb
Die Midway war bei ihrer Indienststellung 1945 mit 295,2 Metern Länge über alles und einer Breite von 41,5 Metern das größte Kriegsschiff der US-Marine und als erstes Schiff zu breit für eine Passage des Panamakanals. Der Rumpf basierte auf den Schlachtschiffen der Montana-Klasse. Durch Umbauten erweiterte sich ihre Länge auf 303,8 Meter und die Breite auf 72,5 Meter. Die Konstruktionsverdrängung lag 1945 bei 45.000 ts, die Einsatzverdrängung bei etwa 60.000 ts. Durch die Umbauten in den folgenden Jahren stieg die Verdrängung auf 64.200 ts. Der Tiefgang lag bei 10,9 Metern. Die Midway war der Flugzeugträger mit der stärksten Panzerung und verfügte als erster US-Flugzeugträger über ein gepanzertes Flugdeck. Diese Änderung basierte auf den Erfahrungen mit den japanischen Kamikaze-Angriffen im Zweiten Weltkrieg. Die Stärke der Deckspanzerung betrug 76 mm, die Panzerung in der Wasserlinie war 203 mm stark. Der Rumpf war in mehr als 1750 wasserdichte Abteilungen unterteilt, die Schotten waren ebenfalls bis zu 203 mm stark. Die Midway verfügte damit über eine passive Sicherheit und Lecksicherungsmaßnahmen wie ein Schlachtschiff gleicher Größe. Während seiner gesamten Dienstzeit neigte der Träger allerdings auf Grund der konstruktionsbedingten und durch die diversen Umbauten noch verstärkten Topplastigkeit zu ausgeprägten Roll- und Schlingerbewegungen.
Der Antrieb der Midway erfolgte durch vier Getriebeturbinen, die ihren Dampf aus zwölf Dampfkesseln bezogen. Die vier jeweils 4,58 Meter messenden Propeller übertrugen eine Gesamtleistung von 212.000 PS (155 MW) und brachten den Träger auf eine Höchstgeschwindigkeit von 33 Knoten. Die Reichweite betrug zwischen 4500 Seemeilen bei Höchstgeschwindigkeit und 14.000 Seemeilen bei 13 Knoten.

### Bewaffnung und Elektronik

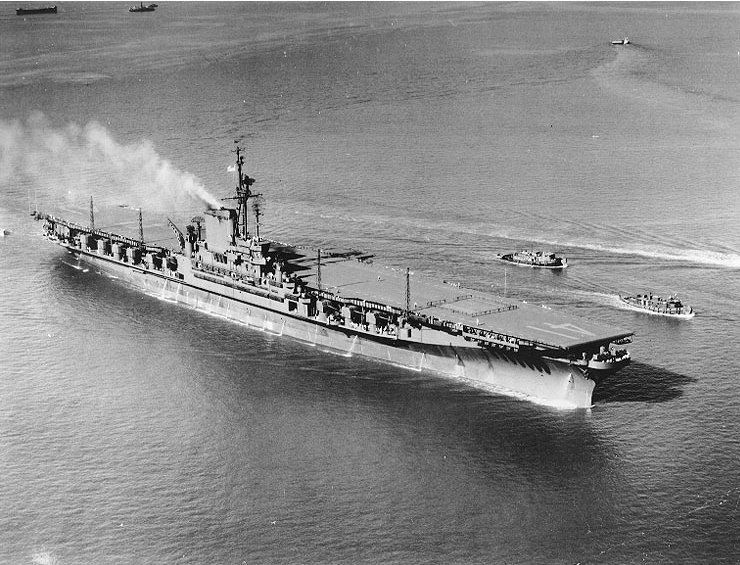
USS Midway 1945, unter dem Flugdeck sind neun der 18 127-mm-Geschütztürme zu sehen

1945 hatte die Midway die zahlenmäßig stärkste Rohrbewaffnung, die jemals auf einem Flugzeugträger untergebracht war. Sie bestand aus 18 Einzelgeschützen im Kaliber 5 Zoll (127 mm), die mit ihren 54 Kaliberlängen eine Rohrlänge von 6,85 m hatten. Die Geschütze waren in Türmen unterhalb der Deckskante angebracht, um den Flugbetrieb nicht zu behindern. Dazu kamen 21 40-mm-Vierlingsgeschütze sowie 28 20-mm-Kanonen. Die Zahl der leichten Geschütze wurde in den folgenden Jahren reduziert, bis Ende der 1950er Jahre wurden sie ganz entfernt. Die Zahl der schweren Geschütze wurde ebenfalls reduziert, die letzten drei wurden Anfang der 1970er Jahre entfernt. An ihre Stelle traten zwei Starter für Sea-Sparrow-Luftabwehrraketen. Mitte der achtziger Jahre kamen zwei Phalanx CIWS zur Nahbereichsverteidigung an Bord.
Bei ihrer Indienststellung 1945 verfügte die Midway über drei Luftraumüberwachungsradare (SK-2, SX und SR-4) mit maximalen Ortungsreichweiten zwischen 80 und 110 Seemeilen. Noch vor den ersten Umbauten kamen 1953 moderne AN/SPS-6 und AN/SPS-8-Radaranlagen an Bord, 1961 wurde das SPS-6 durch AN/SPS-12 und AN/SPS-43-Anlagen ersetzt, 1963 löste das AN/SPS-30-Radar das SPS-8 ab. Die Ortungsreichweiten stiegen auf bis zu 300 Seemeilen an. 1985 wurden die Radaranlagen durch moderne, elektronische AN/SPS-48- und AN/SPS-49-Radare abgelöst, die bis zum Ende der Dienstzeit an Bord blieben.

### Carrier Air Wing

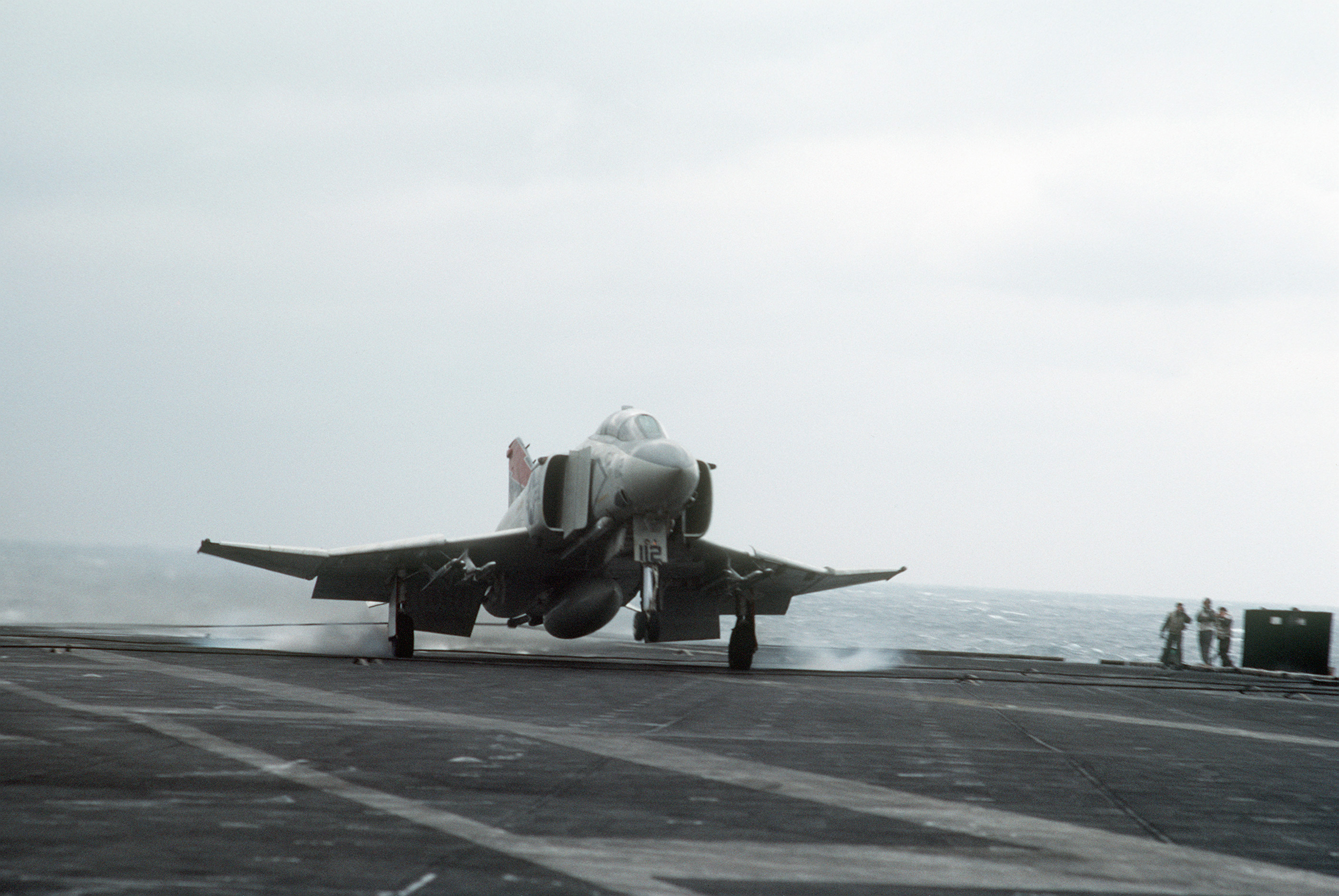
Landung einer F-4 Phantom II auf der Midway

Das auf dem Flugzeugträger stationierte Carrier Air Wing sollte nach den Planungen ein Geschwader mit bis zu 145 Flugzeugen umfassen, im Einsatz befanden sich aber maximal 100 Flugzeuge an Bord. 1945 wurden F4U Corsair und SB2C Helldiver, ab 1947 auch die F8F Bearcat, von Bord eingesetzt, Anfang der fünfziger Jahre kam mit der F9F Panther die ersten strahlgetriebenen Flugzeuge an Bord. Diese wurden durch AD-1-Skyraider-Angriffsflugzeuge ergänzt, die bis Mitte der 1960er Jahre im Einsatz blieben. Ab 1956 kamen die F3H Demon und die F8U Crusader an Bord, als schwerer Bomber wurde die A3D Skywarrior eingesetzt. Als leichte Jagdbomber kamen zudem A4D Skyhawk zum Einsatz, diese wurden ab 1970 durch A-7 Corsair II ersetzt. Ab 1965 ersetzte die F-4 Phantom die älteren Jäger und Jagdbomber, sie blieb bis zu ihrer Ablösung durch die F/A-18 Hornet 1986 an Bord der Midway. Als Bomber und Tanker wurde ab Anfang der 1970er Jahre zudem die A-6 Intruder von Bord aus eingesetzt. Als Frühwarn- und Radarflugzeug ersetzte die E-2 Tracer ab 1962 die zuvor verwendeten modifizierten Skyraider. Für den Einsatz größerer Flugzeuge wie der Grumman F-14 oder der S-3 Viking war das Flugdeck der Midway zu klein. Das Fehlen der luftgestützten U-Jagdkapazitäten führte dazu, dass sie auch nach der Reklassifizierung vom Angriffsträger (CVA) zum vollwertigen Träger (CV) weiter nur als Angriffsträger eingesetzt werden konnte.
Eine Besonderheit der Midway war die zwanzigjährige Stationierung des Carrier Air Wing Five von 1971 bis 1991 an Bord des Trägers.

### Besatzung
Die Besatzungsstärke der Midway sollte nach den Entwürfen 3583 Mann betragen, durch die Verstärkung der Luftabwehrbewaffnung lag sie bei Indienststellung bei 4120 Mann. Da die Midway noch als Flugzeugträger für den Kriegseinsatz geplant war, verfügte sie nur über sehr geringen Komfort für die Mannschaften, so war nur die Befehlszentrale klimatisiert. Die Frischwassererzeuger des Trägers, die eine Kapazität von 900 Kubikmetern pro Tag hatten, mussten das Speisewasser für die Dampfkessel und das Trinkwasser für die Mannschaft liefern. Durch die Vergrößerung der Besatzung auf 4760 Mann durch die Umbauten waren diese Kapazitäten später zu klein, so dass das Trinkwasser an Bord rationiert werden musste. Die sechs Kombüsen und Messen gaben täglich etwa 13.000 Mahlzeiten aus.

## Name, Motto und Insigne

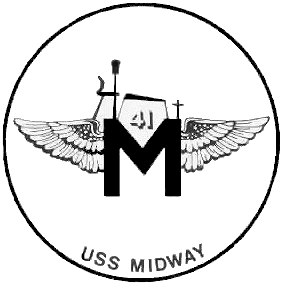
Siegel der Midway in den ersten Einsatzjahren

Die Midway war das dritte Schiff, das den Namen USS Midway trug, und das zweite, das nach der Schlacht um Midway, einer der wichtigsten Schlachten des Pazifikkriegs, benannt wurde. Ihre Vorgänger waren das Hilfsschiff USS Midway (AG-41), das den Namen von 1942 bis 1943 trug, sowie ein Geleitflugzeugträger, der im Oktober 1943 als zweite Midway in Dienst gestellt wurde, am 10. Oktober 1944 aber den Namen St. Lo erhielt.
In ihrer langen Dienstzeit hat sich die Midway bei ihren Besatzungen viele Spitznamen verdient, die berühmtesten darunter waren USS Rock & Roll sowie USS Neverdock. Den Spitznamen USS Rock & Roll, angelehnt an den Rock-’n’-Roll-Tanz, erhielt sie aufgrund ihrer teils sehr heftigen Roll- und Schlingerbewegungen, die auch durch diverse Umbauten und Modifikationen nicht verringert werden konnten. USS Neverdock (deutsch etwa „USS Leg niemals an“) wurde die Midway vor allem während ihres „forward deployment“ in Yokosuka genannt, als ihre Einsatzfahrten im Pazifik bis zu elf Monate dauerten, die Aufenthalte im Heimathafen dagegen nur selten länger als einen Monat.

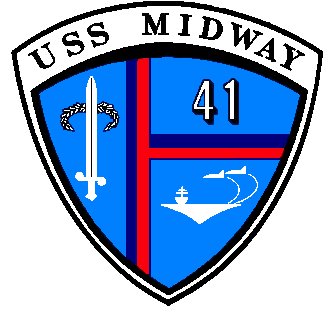
Siegel der Midway nach 1970

Das Motto der Midway, „Tip of the sword“ (deutsch: Spitze des Schwerts oder Schwertspitze), geht auf das Jahr 1948 zurück, als der Flugzeugträger seinen ersten Einsatz im Mittelmeer hatte. Als eines der wenigen Schiffe, die in der Lage waren, atomwaffenbestückte Flugzeuge einzusetzen, stellte sie ein Kernelement der Abschreckung der US-Marine im Kalten Krieg gegenüber der Sowjetunion dar. Auch in den folgenden Jahren wurde die Midway an vorderster Linie eingesetzt.
Das erste Siegel der USS Midway trägt auf einem runden Schild ein großes M vor der Silhouette der Aufbauten und dem stilisierten Pilotenabzeichen, das die Marinefliegerei symbolisiert. Am unteren Rand befindet sich der Name des Schiffes, die Kennnummer befindet sich auf dem Schornstein. Das zweite Siegel der Midway, das ab den 1970er Jahren geführt wurde, ist traditionellen Wappenformen des Franzosenschilds nachempfunden. Der hellblaue Schild ist durch blau-rote Streifen im Verhältnis 1:2 gespalten. Der rechte Teil enthält ein silbernes Schwert mit silbernem Lorbeerkranz, das das Motto des Trägers symbolisiert. Der linke Teil ist durch Blau-Rot geteilt in einen oberen Teil mit einer silbernen 41, der Hullnumber des Schiffs, und einen unteren mit der stilisierten Darstellung zweier Jets, die von einem Flugzeugträger aufsteigen. Über dem Schild steht der Name des Schiffes.

## Geschichte

### Entwicklung und Bau

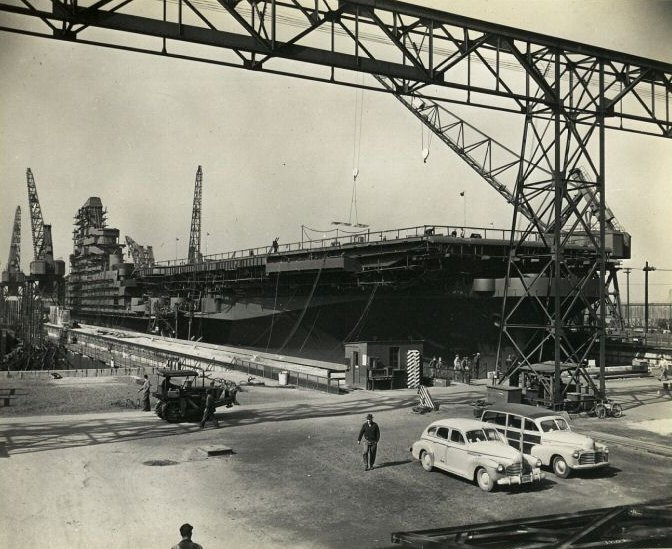
Die Midway im Bau, März 1945

Die Planungen für den Bau neuer Flugzeugträger begannen unmittelbar nach dem japanischen Angriff auf Pearl Harbor. Die Marineführung war sich allerdings uneinig über die Größe der neuen Schiffe. Präsident Roosevelt und Admiral King favorisierten den Bau von kleineren Geleitflugzeugträgern. Admiral Nimitz gab zu bedenken, dass Flugzeugträger mit einer Verdrängung von nur 11.000 Standardtonnen zu viele Einschränkungen für den effektiven Einsatz hätten, ein großer Flugzeugträger mit 45.000 Standardtonnen Verdrängung beim Bau allerdings wiederum zu viele Ressourcen binden würde. Konteradmiral Edward Cochrane fand allerdings einen Weg, neben dem Bau der dringend für die Flotte benötigten Träger der Essex-Klasse auch zwei Schiffe mit über 40.000 Standardtonnen Verdrängung zu bauen, die wahrscheinlich sogar noch vor Ende des Krieges fertiggestellt würden.
Erste Aufträge für vorbereitende Arbeiten ergingen am 1. August 1942 an Newport News Shipbuilding, die endgültige Genehmigung durch Präsident Roosevelt erfolgte am 29. Dezember 1942. Mit der Kiellegung der Midway im Trockendock am 27. Oktober 1943 begannen die Arbeiten; in den folgenden 18 Monaten verbauten die Arbeiter der Werft im Dreischichtbetrieb, 24 Stunden am Tag, 29.000 Tonnen Stahl. Durch die Verwendung des Lichtbogenschweißverfahrens konnten 10 Prozent Gewicht gegenüber einem genieteten Schiff eingespart werden.

### Stapellauf und Indienststellung

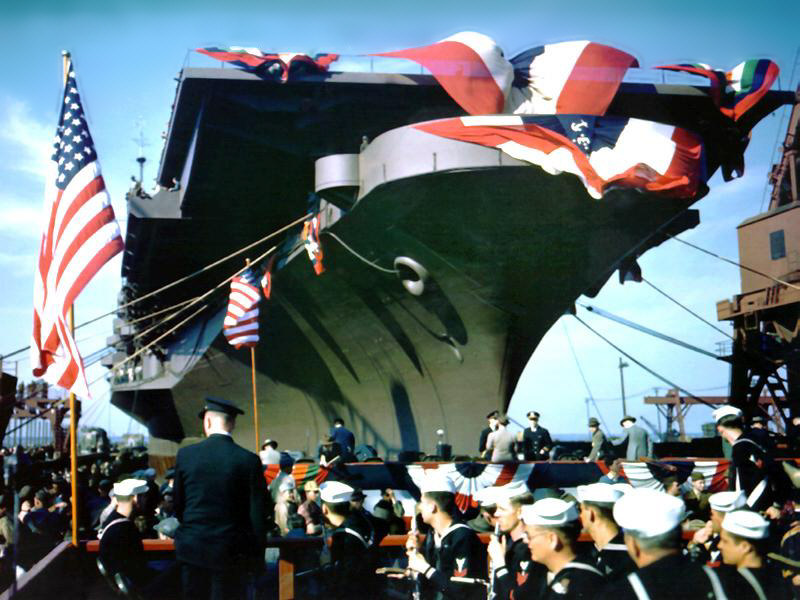
Der geschmückte Bug der Midway am Tag der Taufe

Die Planungen für das Ausdocken der Midway waren mit einigem Aufwand verbunden, wegen der Größe des Schiffs musste der Wasserstand des James River hoch genug sein sowie die Flut exakt abgepasst werden. Ansonsten wäre der halbfertige Träger im Flussbett auf Grund gelaufen. Am 20. März 1945 fand dann die feierliche Schiffstaufe statt, Taufpatin der Midway war die Tochter des Medienmagnaten und ehemaligen Präsidentschaftskandidaten James M. Cox, Mrs Bradford William Ripley. Sie wurde bei der Taufzeremonie von Lieutenant George Gay begleitet, dem letzten Überlebenden des Torpedogeschwaders 8 der Hornet aus der Schlacht um Midway.
Nach der Taufe wurde der Flugzeugträger von Schleppern aus dem gefluteten Trockendock gezogen und an den Pier No. 9 der Werft bugsiert, wo die weiteren Ausrüstungsarbeiten stattfanden. Am Morgen des 10. September 1945, acht Tage nach der offiziellen Kapitulation Japans, wurde die Midway zum Pier No. 2 des Norfolk Navy Yard geschleppt, wo am Nachmittag des Tages die offizielle Indienststellung unter dem Kommando von Captain Joseph F. Bolger erfolgte. In den folgenden Wochen blieb der Träger vor der Küste Virginias, um Probefahrten durchzuführen, am 27. Oktober lief die Midway dann in den Hudson River ein, wo sie während des Navy Day in New York City das Flaggschiff der Schiffsparade war. Zudem wurde die Indienststellung der Franklin D. Roosevelt, des ersten Schwesterschiffs der Midway, gefeiert. Nach Abschluss der Feierlichkeiten kehrte der Träger nach Norfolk zurück, von wo aus er am 7. November zu einer 57-tägigen „shakedown cruise“ in die Karibik um Puerto Rico auslief. Bis zum Neujahrstag 1946 führte der Carrier Air Wing des Trägers verschiedene Angriffsübungen durch, die Besatzung des Schiffes machte sich mit der Technik des Schiffs vertraut und trainierte die verschiedenen Abläufe an Bord.

### Operationen Frostbite und Sandy

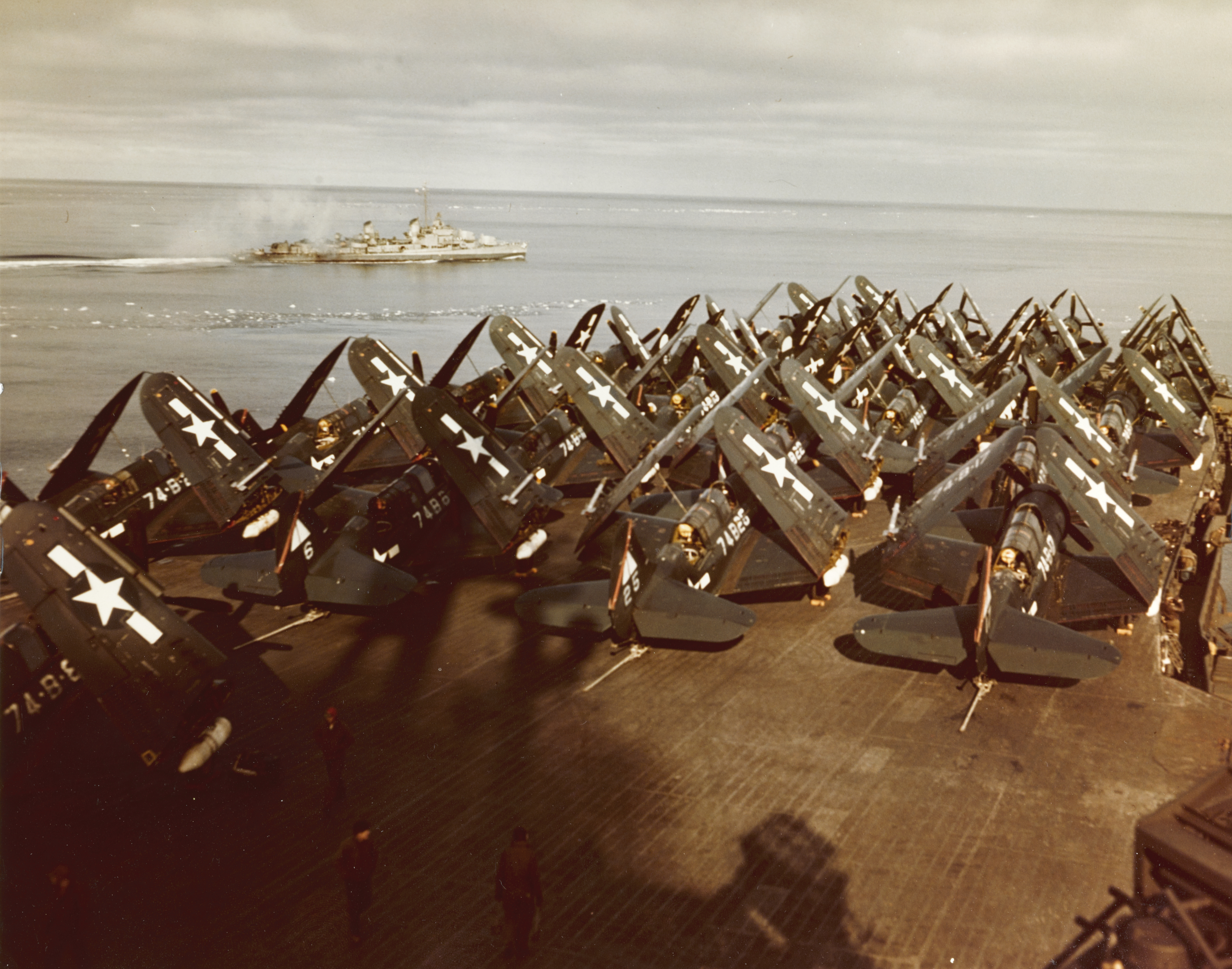
Blick über das Flugdeck der Midway während der Operation Frostbite, im Hintergrund ein „plane-guard“-Zerstörer

Nach Abschluss der ersten Erprobungsfahrt Anfang 1946 kehrte die Midway nach Norfolk zurück, wo in mehreren Werftaufenthalten auf den Fahrten festgestellte Mängel beseitigt wurden. Am 20. Februar wurde sie zum Flaggschiff der „Carrier Division One“. Am 1. März verließ die Midway Norfolk wieder und brach mit der Fighter Squadron 74 an Bord in den Nordatlantik auf, wo im Rahmen der Operation Frostbite Erfahrungen mit der Seekriegführung und Flugoperationen in arktischen und subarktischen Regionen gesammelt werden sollten. Während des Einsatzes, der bis zum 26. März dauerte, operierte der Träger in der Labradorsee und südlich von Grönland. Die Erfahrungen, die während der Operation gemacht wurden, änderten viele Bestimmungen für Bekleidung und Abläufe in arktischen Regionen. Am 26. März setzte die Midway Kurs nach Süden, am 28. März traf sie in New York City ein.

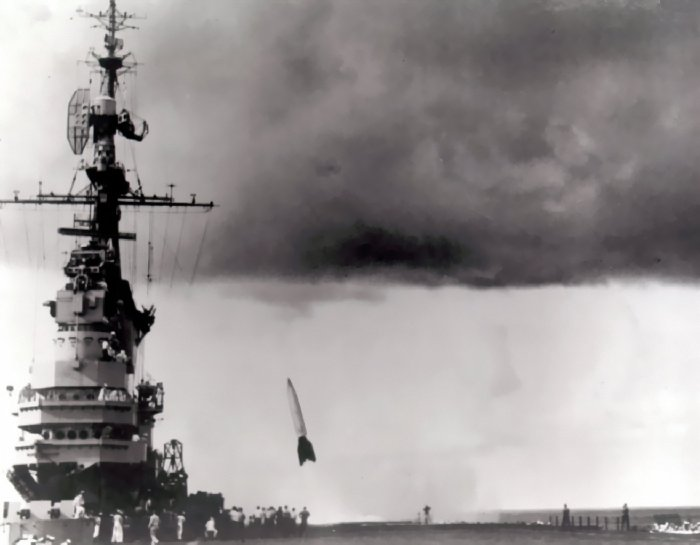
Start der V2 vom Deck der Midway

In den folgenden Monaten operierte der Träger dann wieder bei Trainings- und Übungsfahrten vor der Ostküste und in der Karibik. Ende August 1947 begannen im Hafen von Norfolk die Vorbereitungen für die „Operation Sandy“, bei der zum ersten Mal in der Geschichte eine ballistische Rakete von Bord eines Schiffes starten sollte. Am 2. September verließ die Midway dann Norfolk, vier Tage später erreichte sie das Seegebiet vor Virginia, wo der Test der V2-Rakete stattfinden sollte. Die V2 war auf dem Flugdeck achtern in einem Startgestell aufgerichtet worden, das gepanzerte Flugdeck der Midway sollte im Fall eines Fehlstarts größere Schäden vom Schiff fernhalten. Am Nachmittag, kurz nach 15 Uhr, erfolgte der Start der Rakete, diese wurde aber schon kurz nach dem Abheben instabil und flog in einem flachen Winkel von nur 20 Grad auf die Insel der Midway zu, die sie um knapp 30 Meter verfehlte. Nach 12 Sekunden Flugzeit wurde die Rakete in einer Höhe von 1500 Metern gesprengt. Obwohl der Flug selbst ein Fehlschlag war, bewies die Operation Sandy, dass Raketen erfolgreich von Schiffen gestartet werden konnten. Bei zwei 1949 auf der White Sands Missile Range durchgeführten Tests, genannt „Operation Pushover“, ließ man zweimal eine V2-Rakete auf einem nachgebauten Trägerdeck vorsätzlich explodieren. Dabei stellte man jedoch fest, dass die Schäden am Schiff und die Gefahren für die Besatzung im Fall einer Explosion einer Flüssigtreibstoff-Rakete zu groß wären. Aus diesem Grund wurde die Weiterentwicklung der ungefährlicheren Feststoffantriebe für den Einsatz auf Schiffen gefördert.

### Einsätze mit der Flotte

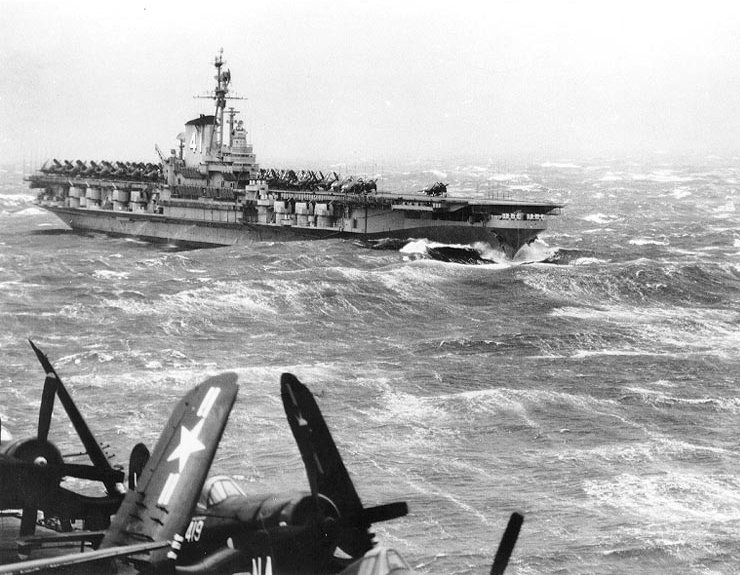
Die Midway 1949 in schwerer See im Mittelmeer

Am 29. Oktober 1947 verließ die Midway ihren Heimathafen Norfolk zu ihrem ersten Einsatz mit der 6. US-Flotte im Mittelmeer. Während des bis zum März 1948 dauernden Einsatzes besuchte der Träger Häfen in den westlichen Anrainerstaaten Gibraltar, Algerien, Malta, Italien und Frankreich. Ein zweiter Einsatz im Mittelmeer dauerte von Januar bis März 1949. Im April 1949 startete eine P2V-3 Neptune mit Hilfe eines JATO-Systems vom Deck der Midway. Die Neptune sollte im Falle eines Konflikts mit der Sowjetunion die Nuklearschlagkapazität der US-Marine stellen, da sie das einzige Flugzeug der Marine war, das die vier Tonnen schweren Mk. VIII-Atombomben transportieren und abwerfen konnte. Die Flugzeuge waren aber zu schwer, um direkt von Bord von Trägern zu starten oder dort nach Beendigung der Einsätze wieder zu landen.
Im Oktober 1949 verließ die Midway Norfolk zu einem weiteren Einsatz in nordatlantischen Gewässern; diesmal operierte sie nördlich des Polarkreises. Am 22. Dezember kehrte der Träger nach Norfolk zurück. Nach nur einem Monat Aufenthalt in ihrem Heimathafen lief die Midway im Januar 1950 zu ihrem dritten Einsatz ins Mittelmeer aus. Dieser dauerte bis Mai, der Träger lief unter anderem Istanbul, Zypern und Malta an. Beim vierten Mittelmeereinsatz zwischen Juli und November 1950 befanden sich mit der F9F Panther erstmals strahlgetriebene Jagdflugzeuge an Bord der Midway. Zwischen November 1950 und April 1951 wurde bei einem Dockaufenthalt im Norfolk Naval Shipyard das Flugdeck der Midway verstärkt, um schwere Flugzeuge wie die AJ-1 Savage an Bord einsetzen zu können. Die Savage war als Träger von Nuklearwaffen geplant. Zudem wurde die Brücke vergrößert, die Anzahl der schweren 127-mm-Geschütze reduziert und die 40-mm-Vierlingsflak durch 76-mm-Zwillingsgeschütze ersetzt.

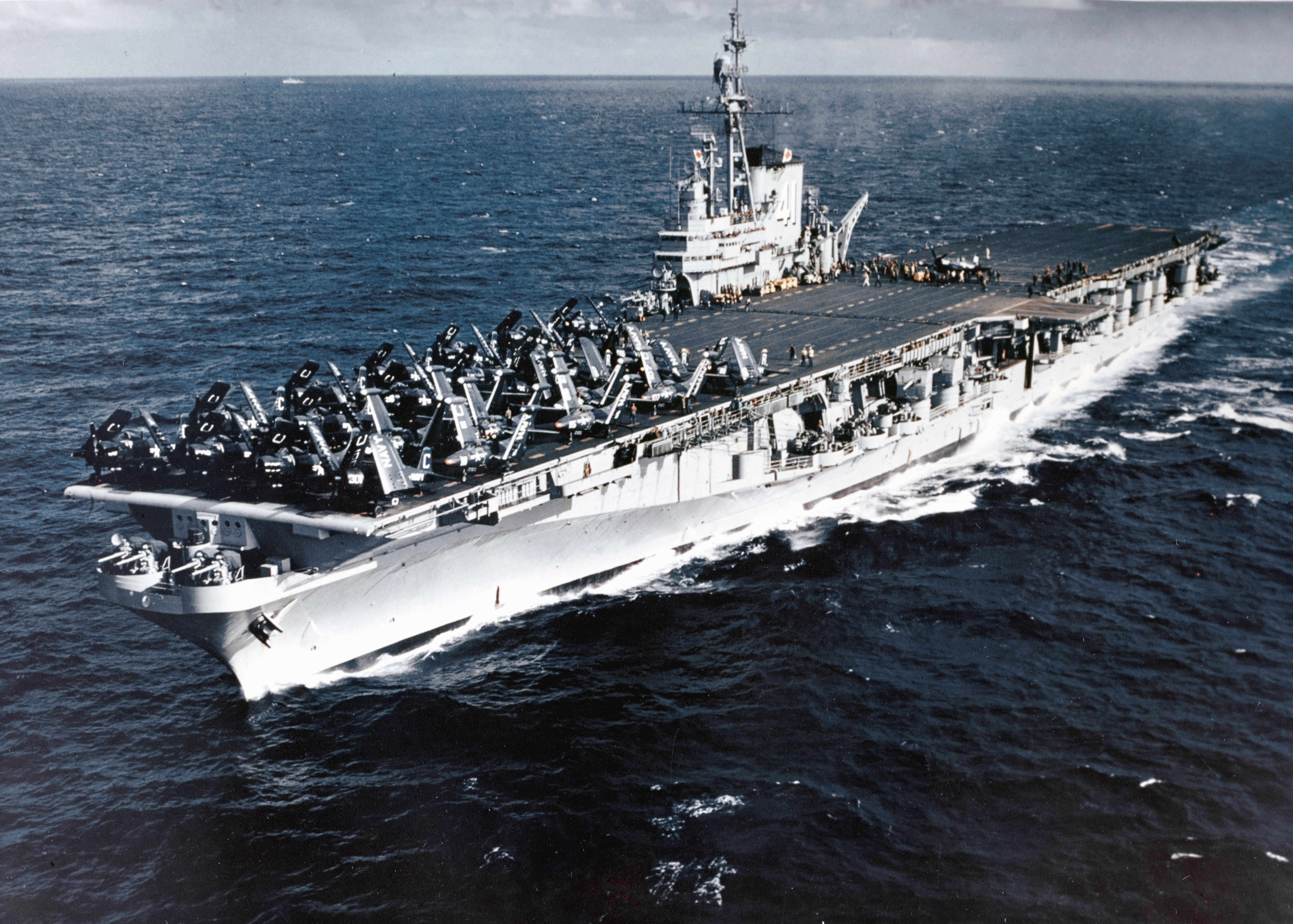
Die Midway 1952 vor Schottland

Nach Abschluss der Werftarbeiten nahm die Midway vor der Küste Carolinas wieder Flugoperationen auf; bis Juli 1951 blieb sie in der Karibik zu Erprobungs- und Trainingsfahrten. Im Januar 1952 lief der Träger dann zu seinem fünften Mittelmeereinsatz aus, bei dem sich auch erstmals Kernwaffen an Bord befanden. Während des Einsatzes nahm der Trägerverband an der „Grand-Slam“-Übung mit den Marinen Frankreichs und Italiens teil. Nach der Rückkehr nach Norfolk im Mai wurde an Bord der Midway mit Piloten des Naval Air Test Centers das Konzept des abgewinkelten Flugdecks erprobt. Im August 1952 lief der Flugzeugträger dann in die Nordsee aus, wo im Rahmen der NATO-Übung „Operation Mainbrace“ die Reaktion auf eine sowjetische Invasion Nordnorwegens geprobt wurde. Zu der Flotte aus 160 Schiffen aus acht Nationen gehörten neben der Midway auch die Flugzeugträger Franklin D. Roosevelt und Wasp sowie das Schlachtschiff Wisconsin, zudem nahmen insgesamt 80.000 Soldaten teil. Bei ihrer Rückkehr nach Norfolk am 1. Oktober wurde die Midway zum Angriffsträger (CVA) reklassifiziert. Schon im Dezember 1952 lief der Träger dann erneut aus, diesmal wieder ins Mittelmeer. Als Flaggschiff der Carrier Division Four nahm sie an der Übung „Rendezvous“ im März 1953 teil und besuchte bis zu ihrer Rückkehr nach Norfolk im Mai 1953 15 Häfen rund ums Mittelmeer. Nach der Rückkehr in den Heimathafen wurde der Flugzeugträger für fünf Monate zu einer geplanten Überholung eingedockt, nach Abschluss der Arbeiten bereitete sich die Besatzung der Midway auf den siebten Mittelmeereinsatz vor, der im Januar 1954 begann.

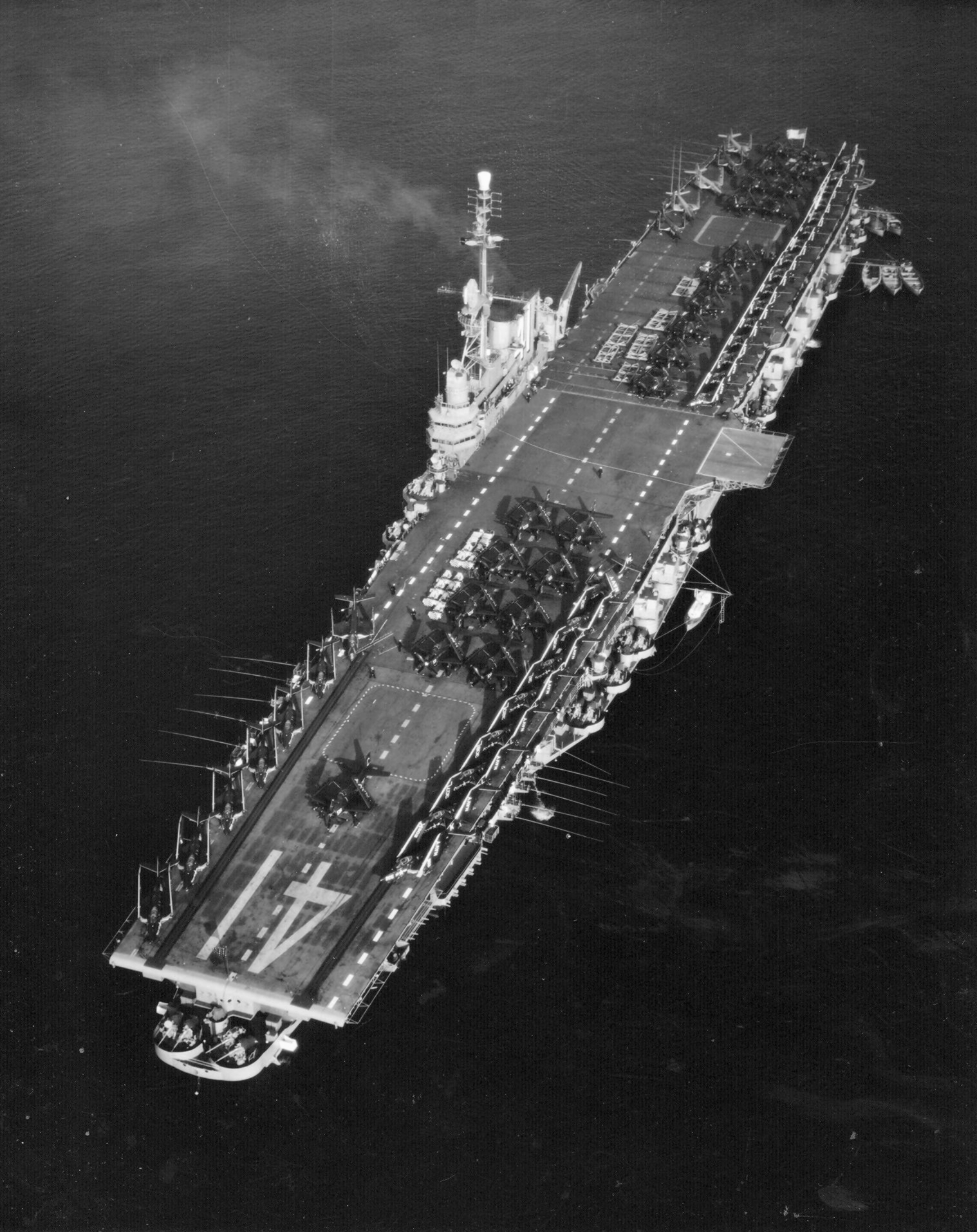
Die Midway 1954 vor Gibraltar

Am 9. Mai kollidierte die Midway bei einem Seeversorgungsmanöver vor der griechischen Küste mit dem Munitionstransporter Great Sitkin. Im weiteren Verlauf des Einsatzes gab es zudem ein schweres Feuer auf dem Flugdeck des Trägers, als eine F2H Banshee die „crash barrier“, ein Sicherungsnetz für Flugzeuge, die die Fangseile nicht trafen, verfehlte und in fünf auf dem Vorderdeck abgestellte Flugzeuge krachte. Bei dem folgenden Brand kamen der Pilot der Banshee, drei Piloten abgestellter Maschinen sowie vier Mitglieder der Flugdecksmannschaft ums Leben. Der Aufenthalt der Midway im Mittelmeer wurde zudem um zwei Monate verlängert, da die Bennington, die sie ablösen sollte, auf dem Anmarsch über den Atlantik eine schwere Explosion eines der Katapulte erlitt, bei der 103 Besatzungsmitglieder getötet und über 200 verwundet wurden. Die Bennington konnte die Midway erst im August 1954, nach zweimonatiger Reparatur, ablösen.
Am 27. Dezember verließ die Midway Norfolk wieder, diesmal in Richtung Pazifik. Nach der Überquerung des Äquators am 6. Januar 1955 und der damit verbundenen Äquatortaufe für die Besatzung umrundete der Träger das Kap der Guten Hoffnung und besuchte Kapstadt. Ende Januar lief die Midway zum ersten Mal in Yokosuka ein, wo sie das neue Flaggschiff des Kommandanten der dritten Flugzeugträgerdivision wurde. Als Teil der Task Force 77 nahm der Träger ab dem 6. Februar an der Evakuierung der nationalchinesischen Truppen von den Dachen-Inseln vor der chinesischen Küste teil. Nach Abschluss der Rettungsaktion verblieb die Midway in der Straße von Formosa, wo sie bis Ende April weiter Patrouillenfahrten durchführte. Im Anschluss fuhr sie über Yokosuka nach San Francisco, wo sie am 14. Juli eintraf. Zwei Wochen später wurde der Träger aus der 7. Flotte ausgegliedert und lief in den Puget Sound ein, wo im Puget Sound Naval Shipyard die erste umfangreiche Überholung und Modernisierung stattfinden sollte. Zu diesem Zweck wurde die Midway am 30. September 1955 außer Dienst gestellt.

### Erste Modernisierung

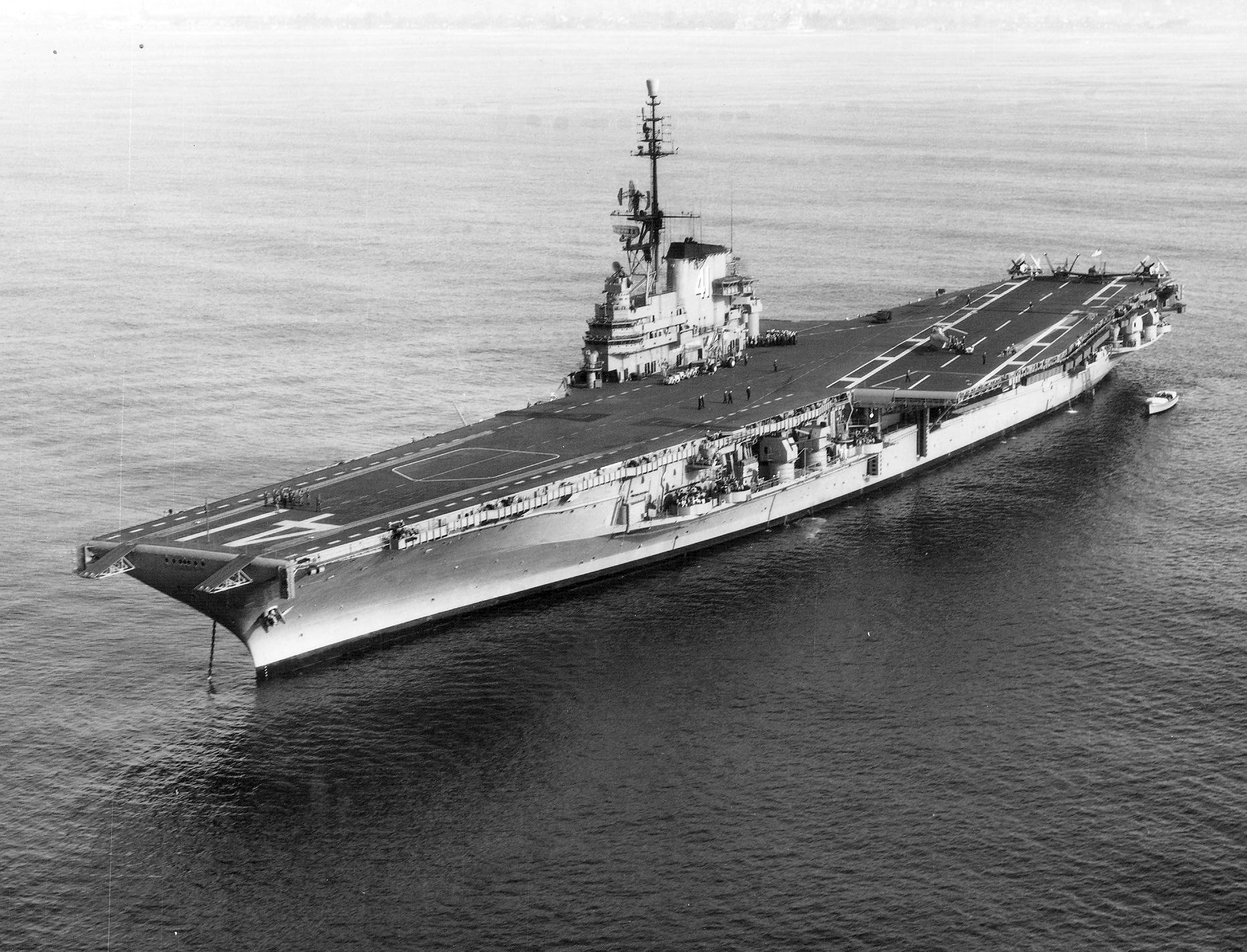
USS Midway nach der ersten Modernisierung, 1958

In den folgenden 25 Monaten bis zur Wiederindienststellung wurde die Midway im Rahmen des Service Life Extension Program der United States Navy modernisiert und nach dem Schema SCB-110B umgebaut. Auffälligste Merkmale dieses Umbaus waren das um acht Grad aus der Schiffsachse abgewinkelte Schräglandedeck sowie der geschlossene Atlantik- oder Hurrikan-Bug. Das Schräglandedeck ermöglichte gleichzeitige Starts und Landungen an Bord, zudem wurde die Sicherheit für die immer schneller werdenden Flugzeuge erhöht. Der geschlossene Hurrikan-Bug verringerte die Anfälligkeit des überhängenden Flugdecks gegen Wellenschlag. Die Midway wurde zudem mit einem stärkeren Flugzeugkran mit 22 Tonnen Tragkraft, neuen Fangseilanlagen und drei neuen Dampfkatapulten ausgerüstet. Die Zahl der Geschütze wurde auf acht reduziert. Durch die 55 Millionen US-Dollar teure Modernisierung stieg die Verdrängung des Schiffs auf 62.000 Standardtonnen. Am 30. September 1957 wurde die Midway wieder in Dienst gestellt.
Erste Trainingsfahrten führten den Träger von seinem neuen Heimathafen Alameda, Kalifornien die US-Westküste entlang. Während dieser Zeit wurde die Sparrow-III-Luft-Luft-Rakete auf dem Träger getestet. Im August 1958 begann die Midway ihre ersten Einsätze mit der 7. US-Flotte, am 22. August traf sie in Pearl Harbor ein. Am folgenden Tag eskalierte der Taiwan-Konflikt, die Volksrepublik China begann, die Dachen- und Matsu-Inseln vor der chinesischen Küste mit Artillerie zu beschießen. Da auch die Versorgungswege zu den Inseln von Schiffen der chinesischen Volksmarine blockiert wurden, wurden der Träger und seine Eskorten in die Straße von Formosa beordert. Am 26. August lief die Midway aus Pearl Harbor aus und setzte Kurs auf Taiwan, um in der Meerenge zu patrouillieren. Da im Falle einer weiteren Eskalation des Konflikts auch Nuklearwaffen gegen chinesische Städte eingesetzt werden sollten, wurde an Bord des Trägers die mit A-3-Skywarrior-Bombern ausgerüstete Staffel VAH-8 in höchste Alarmbereitschaft versetzt. Am 6. Oktober erklärte die Volksrepublik einseitig eine einwöchige Waffenruhe, der die Vereinigten Staaten trotz der Widerstände Chiang Kai-sheks zustimmten und so einen De-facto-Waffenstillstand aushandeln konnten. Die USS Midway wurde auf ihrer Position in der Straße von Formosa von der Ranger abgelöst und kehrte nach Hawaii zurück. Im März 1959 lief der Träger dann wieder in Alameda ein. Die zweite Einsatzfahrt in den Westpazifik begann am 15. August 1959 und führte den Träger unter anderem nach Yokosuka und Subic Bay. Während des Aufenthaltes in Subic Bay kam es am 9. November an Bord des Schiffes zu einem schweren Feuer im Achterschiff, das unter anderem die Magazine für Lenk- und Nuklearwaffen bedrohte. Das Feuer konnte aber unter Kontrolle gebracht werden. Am 25. März 1960 kehrte der Träger nach Kalifornien zurück.

### Westpazifik und erste Einsätze in Vietnam
Nach einem fünfmonatigen Werftaufenthalt verlegte die Midway nach Long Beach, im Spätsommer 1960 erfolgten erste Übungseinsätze vor der US-Westküste, bei denen auch die Trägererprobung der F4H-1 Phantom II und der A3J-1 Vigilante erfolgte. Ab Februar 1961 folgte die nächste Einsatzfahrt im Pazifik, während der die Midway unter anderem während der Laos-Krise im chinesischen Meer operierte. Die zwölfte Einsatzfahrt der USS Midway endete mit der Rückkehr nach Alameda im September 1961. Im April 1962 lief der Träger dann erneut in den Pazifik aus; während dieser Einsatzfahrt wurden umfangreiche Luftabwehrmanöver über Japan, Korea, Okinawa, den Philippinen und Taiwan durchgeführt. Im Oktober 1962 kehrte die Midway nach Kalifornien zurück.

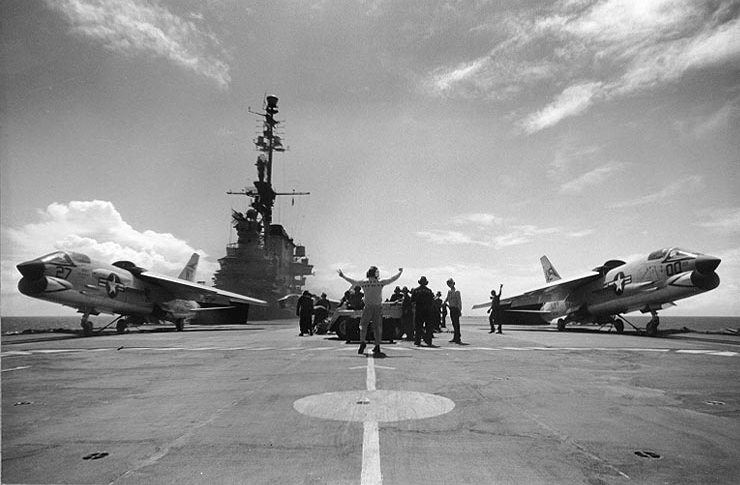
Zwei F-8 Crusader auf den Katapulten der Midway, 1963

Nach einem Werftaufenthalt, der bis April 1963 andauerte, wurde die Midway vor der US-Küste erneut als Testplattform eingesetzt. Am 13. Juni 1963 vollführten eine F-4 Phantom II und eine F-8 Crusader die ersten vollautomatischen Landungen an Bord eines Flugzeugträgers mit seriengefertigter Ausrüstung. Im November 1963 lief der Träger zu seiner 14. Einsatzfahrt aus, der sechsten, die in den Westpazifik führte. Zum ersten Mal befanden sich F-4B Phantom II im Trägergeschwader der Midway. Nach der Rückkehr nach Alameda im Mai 1964 musste einer der Flugzeugaufzüge ersetzt werden, der in rauer See durch Wellenschlag während eines Versorgungsmanövers verloren gegangen war.

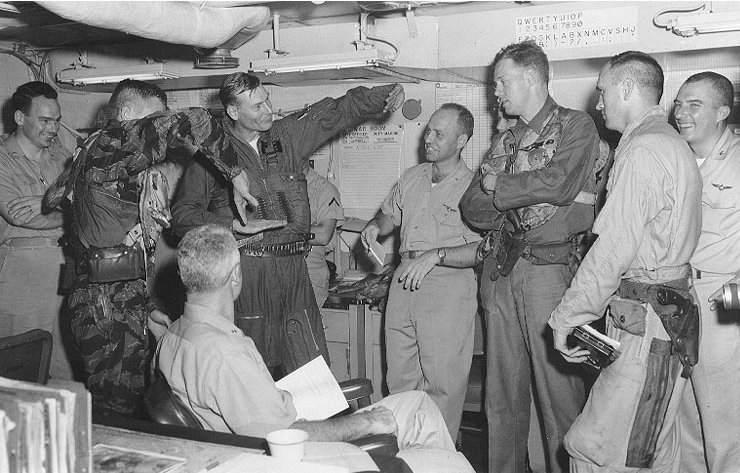
Edwin Greathouse und sein Copilot Charles W. Hartman (links, im Tarnanzug) beschreiben den Abschuss der MiG-17 durch ihre A-1 Skyraider

Am 6. März 1965 lief die Midway zum ersten Kampfeinsatz ihrer bis dahin fast zwanzigjährigen Dienstzeit aus. Sie wurde vor die Küste Vietnams verlegt, wo ihre Trägerflugzeuge ab Mitte April Luftangriffe gegen Ziele in Nordvietnam und Ziele des Vietcong im Süden des Landes flogen. Am 17. Juni erzielten zwei F-4 Phantom, die einen Luftangriff auf militärische Einrichtungen unweit von Hanoi begleiteten, die ersten amerikanischen Luftsiege über Vietnam, als jede Phantom eine vietnamesische MiG-17 abschoss. Drei Tage später gelang es Lt. Commander Edwin Greathouse und Lt. C. B. Johnson, eine MiG-17 mit den Bordkanonen ihrer A-1 Skyraider abzuschießen. Am 23. November 1965 kehrte die Midway von ihrem fast neunmonatigen Kampfeinsatz vor der vietnamesischen Küste nach Alameda zurück. Während des Einsatzes wurden 17 Piloten der Midway abgeschossen, 14 davon galten als getötet, drei weitere wurden vermisst.

### Zweite Modernisierung
Am 11. Februar 1966 ging die Midway im San Francisco Naval Shipyard ins Trockendock. Es stand die umfangreichste Modernisierung an, der sich jemals ein amerikanisches Kriegsschiff unterziehen sollte. Am 15. Februar wurde der Träger formal für die vierjährige Modernisierung außer Dienst gestellt. Die Kosten der Arbeiten waren ursprünglich mit 88 Millionen US-Dollar geplant. Während der Modernisierung wurde die Fläche des Flugdecks des Trägers von 8000 m² auf 16.000 m² verdoppelt und neue Flugzeughandlingeinrichtungen wurden eingebaut. Die Flugzeugaufzüge wurden an die Deckskante verlegt, zudem wurden neue, stärkere Dampfkatapulte eingebaut. Große Probleme bereitete die Installation der neuen Schiffselektronik, da hierzu unter Deck Löcher in die schweren Stahlschotts geschnitten werden mussten. Hierbei erwies sich die Konstruktionsweise des Trägers mit seinen vielen wasserdichten Abteilungen als größtes Hindernis. Die Arbeiten an der Midway wurden zudem durch die gleichzeitige Arbeit an anderen Schiffen wie der Fertigstellung des Lenkwaffenkreuzers Horne, der Reparatur der vor Vietnam schwer beschädigten Oriskany und der Nachrüstung des Lenkwaffenkreuzers Chicago behindert und verzögert. Als sich 1968 abzeichnete, dass der Kostenrahmen für die Modernisierung nicht eingehalten werden konnte, entbrannte eine öffentliche Diskussion, ob die Steuergelder nicht besser in neue Schiffe investiert werden sollten. Einige Admiräle befürchteten, dass trotz der Millioneninvestitionen die Nutzungszeit der Midway nur um wenige Jahre verlängert werden könnte. Als die Arbeiten im Januar 1970 abgeschlossen wurden, betrugen die Gesamtkosten der Modernisierung 202 Millionen US-Dollar, das zweieinhalbfache der ursprünglichen Planungen. Die Kostenexplosion führte dazu, dass die geplante Modernisierung der Schwesterschiffe Coral Sea und Franklin D. Roosevelt gestrichen wurde. Die Midway wurde am 31. Januar 1970 feierlich wieder in Dienst gestellt.

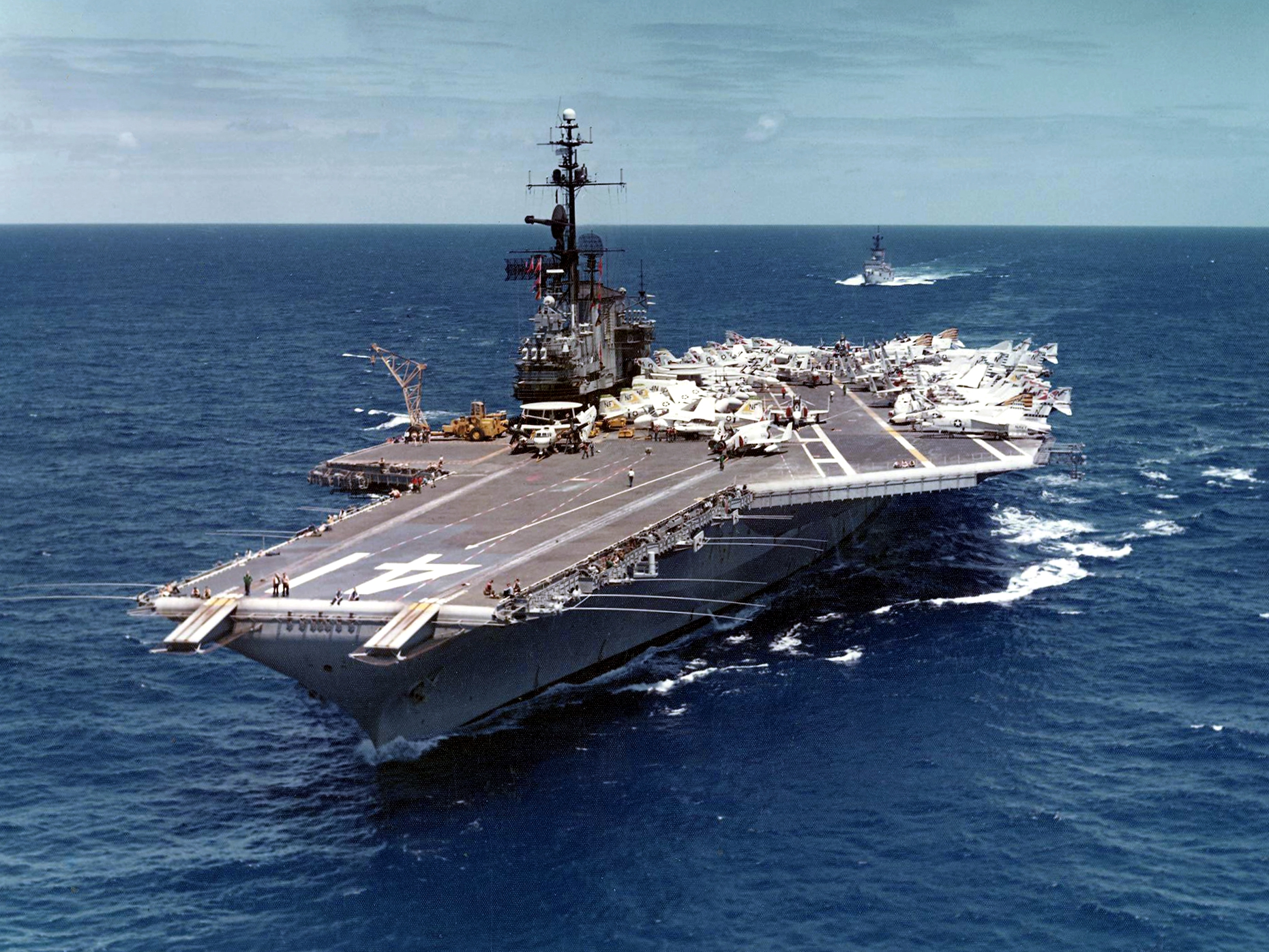
USS Midway im April 1971

Im März 1970 wurden erste Werfterprobungsfahrten vor der US-Westküste durchgeführt, nach einem weiteren kurzen Werftaufenthalt zur Behebung kleinerer Mängel folgten umfangreiche Erprobungs- und Trainingsfahrten, um das Schiff und seine Besatzung einsatzbereit zu machen. Im Frühjahr 1971 bewiesen die Midway und ihre Besatzung bei einem groß angelegten Flottenmanöver sowie mehreren Inspektionen, dass die Einsatzbereitschaft des „neuen“ Schiffs hergestellt war. Am 16. April 1971 begann der erste Einsatz des Trägers nach der Modernisierung: Mit dem Carrier Air Wing 5 an Bord lief die Midway nach Südostasien aus, wo sie am 18. Mai vor der Küste Vietnams die Hancock auf der Yankee Station ablöste. Bis zum 5. Juni starteten die Flugzeuge des Trägers zu Luftangriffen auf Ziele über Vietnam, anschließend operierte der Träger bis zum 31. Oktober im Pazifik. Am 6. November lief die Midway wieder in Alameda ein.
Nach Beginn der Osteroffensive im März 1972 lief die Midway am 10. April 1972, sieben Wochen früher als eigentlich geplant, nach Indochina aus. Am 11. Mai begannen Flugzeuge des Trägers, zusammen mit Flugzeugen der Coral Sea, der Kitty Hawk und der Constellation, Häfen und Küstenbereiche an der nordvietnamesischen Küste zu verminen. Am 24. Oktober verunglückte eine A-6 Intruder bei der Landung auf der Midway, das Wrack stürzte in eine Gruppe von parkenden Flugzeugen auf dem Bug des Trägers. Fünf Seeleute der Midway starben, 27 weitere wurden zum Teil schwer verletzt. Am 12. Januar 1973 erzielte eine F-4 des Carrier Air Wing 5 den letzten Luftsieg des Vietnamkriegs gegen eine MiG-17. Drei Tage später verließ der Träger die Gewässer vor Vietnam und kehrte am 9. Februar 1973 nach Kalifornien zurück.

### Stationierung in Japan
Am 31. August 1972 wurde zwischen Japan und den Vereinigten Staaten ein Vertrag unterzeichnet, der es der US-Marine erlaubte, eine Flugzeugträgerkampfgruppe dauerhaft in Japan zu stationieren. Die vorgeschobene Stationierung in Japan brachte die Trägerkampfgruppe weitaus näher an die Krisengebiete in Nahost und Indochina. Zudem ermöglichte sie es der Navy, trotz der Reduzierung der Trägerflotte ständig drei Träger im Pazifik einzusetzen, ohne die einzelnen Einsätze der Schiffe zu verlängern. Am 11. September 1973 verließ die Midway zusammen mit ihren Eskorten und dem Carrier Air Wing 5 ihren alten Heimatstützpunkt Alameda und lief nach Japan, wo sie am 5. Oktober in der United States Fleet Activities Yokosuka eintraf. Auch die Familien der Besatzungen konnten im Rahmen des „Navy Overseas Family Residency Program“ nach Yokosuka übersiedeln.

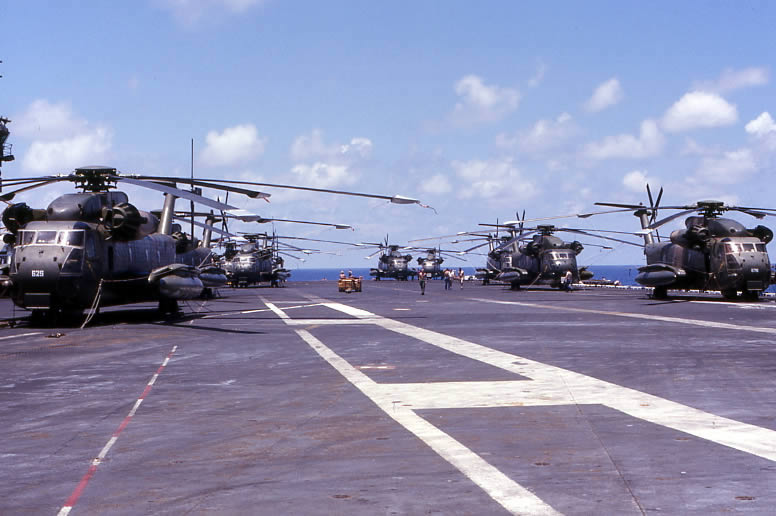
CH-53-Hubschrauber auf dem Deck der Midway, April 1975

Der nächste bedeutende Einsatz der Midway begann im April 1975, als der Träger als Teil der Task Force 76 erneut vor die Küste Vietnams beordert wurde. In Subic Bay wurden alle Flugzeuge von Bord gebracht, stattdessen nahm die Midway zehn CH-53-Hubschrauber des 40th Aerospace Rescue & Recovery Squadron der Air Force an Bord. Zusammen mit den Flugzeugträgern Coral Sea, Hancock und Enterprise sowie dem Hubschrauberträger Okinawa sollte die Midway die Evakuierung amerikanischer Staatsbürger vor der nordvietnamesischen Armee gewährleisten. 20 Meilen vor der Küste warteten die 40 Schiffe der Task Force auf das Signal, das die Operation Frequent Wind, die Räumung Saigons, einleitete. Am 29. April um 11 Uhr morgens spielte das Armed Services Radio das Lied „White Christmas“, das als Signal zur Räumung Saigons vereinbart worden war. Vier Stunden später begannen die Hubschrauber von der Midway aus mit den Evakuierungsflügen, die bis zum Morgen des 30. April andauerten. In 40 Einsätzen wurden insgesamt 3073 Flüchtlinge, Amerikaner und Vietnamesen, vom Gelände der US-Botschaft in Saigon sowie vom Gelände des Defense Attaché Office auf die Midway ausgeflogen. Zwei südvietnamesische Beobachtungsflugzeuge vom Typ O-1 Birddog landeten ebenfalls auf dem Träger.
Nach Abschluss der Operation Frequent Wind lief die Midway in den Golf von Siam, um in Thailand über 100 Flugzeuge der ehemaligen südvietnamesischen Luftwaffe, die sich nach Thailand geflüchtet hatten, an Bord zu nehmen, da die thailändische Regierung drohte, diese der kommunistischen Regierung in Vietnam zu übergeben. Nachdem die Flugzeuge nach Guam gebracht worden waren, lief der Träger in den Indischen Ozean, wo er von Oktober bis Ende November am „Midlink“-Manöver teilnahm. Weihnachten 1975 kehrte die Midway nach Yokosuka zurück.

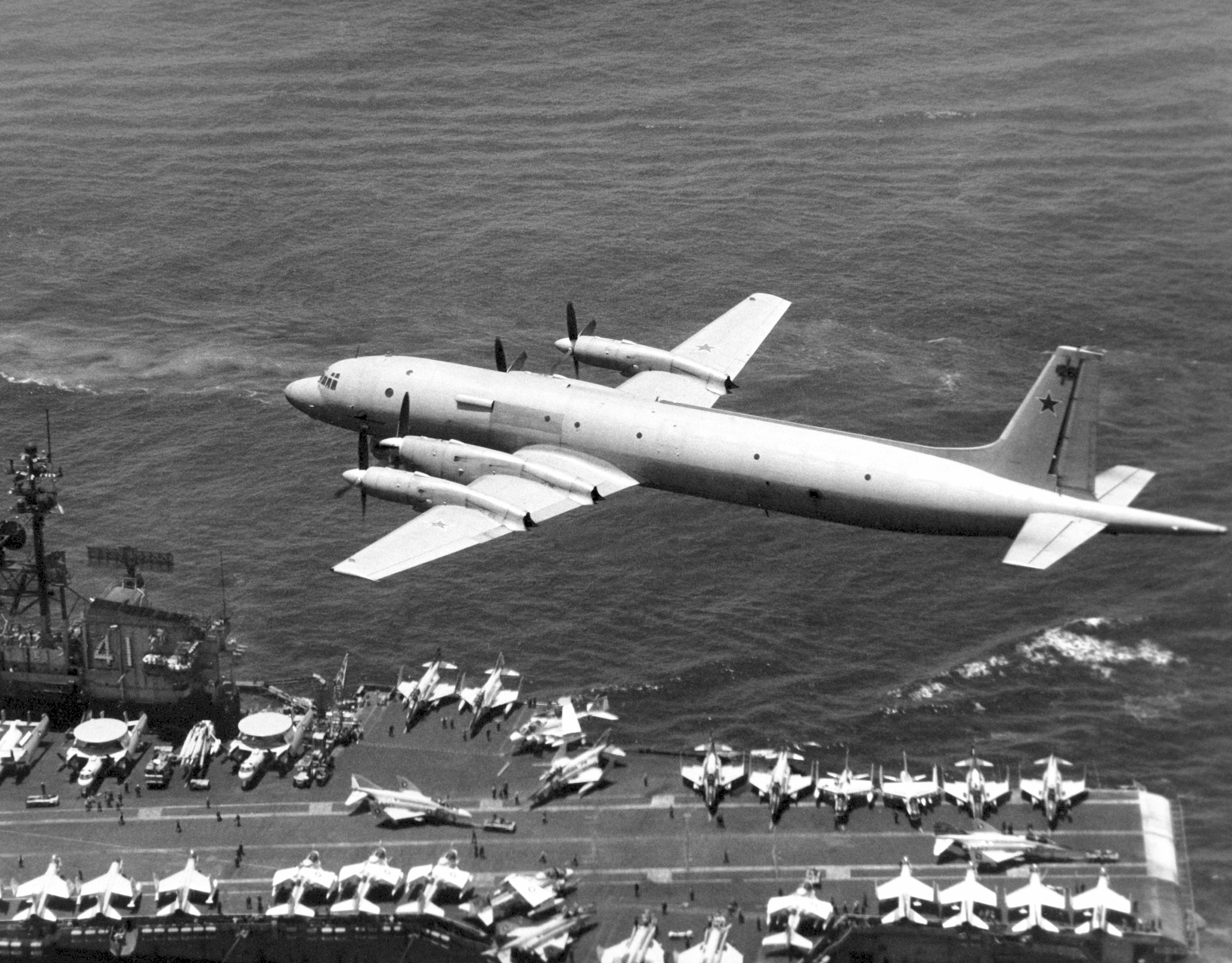
Eine sowjetische Iljuschin Il-38 über der Midway

Im Juni 1976 war die Midway am Manöver „Team Spirit“ vor Korea beteiligt, bei dem elektronische Kriegführung und Bombardierungen geübt wurden. Nach dem Axtmord-Zwischenfall in der Joint Security Area im August 1976 gehörte die Midway zur Deckungsgruppe während der Operation Paul Bunyan, ihre F-4-Jagdbomber wurden in höchster Alarmbereitschaft gehalten. 1977 war die Midway am „Midlink“-Manöver unter der Beteiligung Irans, Pakistans und der Türkei beteiligt. Im Februar 1978 beteiligte sich der Träger an einer groß angelegten Übung mit den japanischen Meeresselbstverteidigungsstreitkräften, es war das größte gemeinsame Manöver, das bis zu diesem Zeitpunkt stattgefunden hatte. Am 31. Mai kam es im Dock in Yokosuka zu einem Brand im Abgassystem, der schwere Schäden an der Maschinenanlage verursachte. Der Brand entstand durch Schweißarbeiten, bei denen sich Ölnebel entzündete. Im Herbst 1978 nahm die Midway am „Team Spirit ’79“-Manöver teil, bei dem sie mehrfach von sowjetischen Flugzeugen beschattet wurde.
Am 16. April 1979 löste die Midway die Constellation auf ihrer Position im Indischen Ozean ab, um amerikanische Präsenz im Nahen Osten und Arabischen Golf zu zeigen. Bei einem Werftaufenthalt in Yokosuka kam es am 9. August zu einem Brand, bei dem ein ziviler Arbeiter getötet wurde und 17 Seeleute der Midway verletzt wurden. Bei einem Hafenbesuch in Hongkong im August 1979 besuchte der Vizepräsident der Vereinigten Staaten, Walter Mondale, das Schiff. Am 18. November erreichte die Midway ihre Position im nördlichen Arabischen Meer, um während der Geiselnahme von Teheran Stärke zu demonstrieren. Drei Tage später stieß die Kitty Hawk zur Midway, am 22. Januar verstärkte die Nimitz die US-Präsenz vor der iranischen Küste. Am 5. Februar 1980 wurde die Midway von ihrem Schwesterschiff Coral Sea abgelöst und kehrte nach Yokosuka zurück.

### Achtziger Jahre

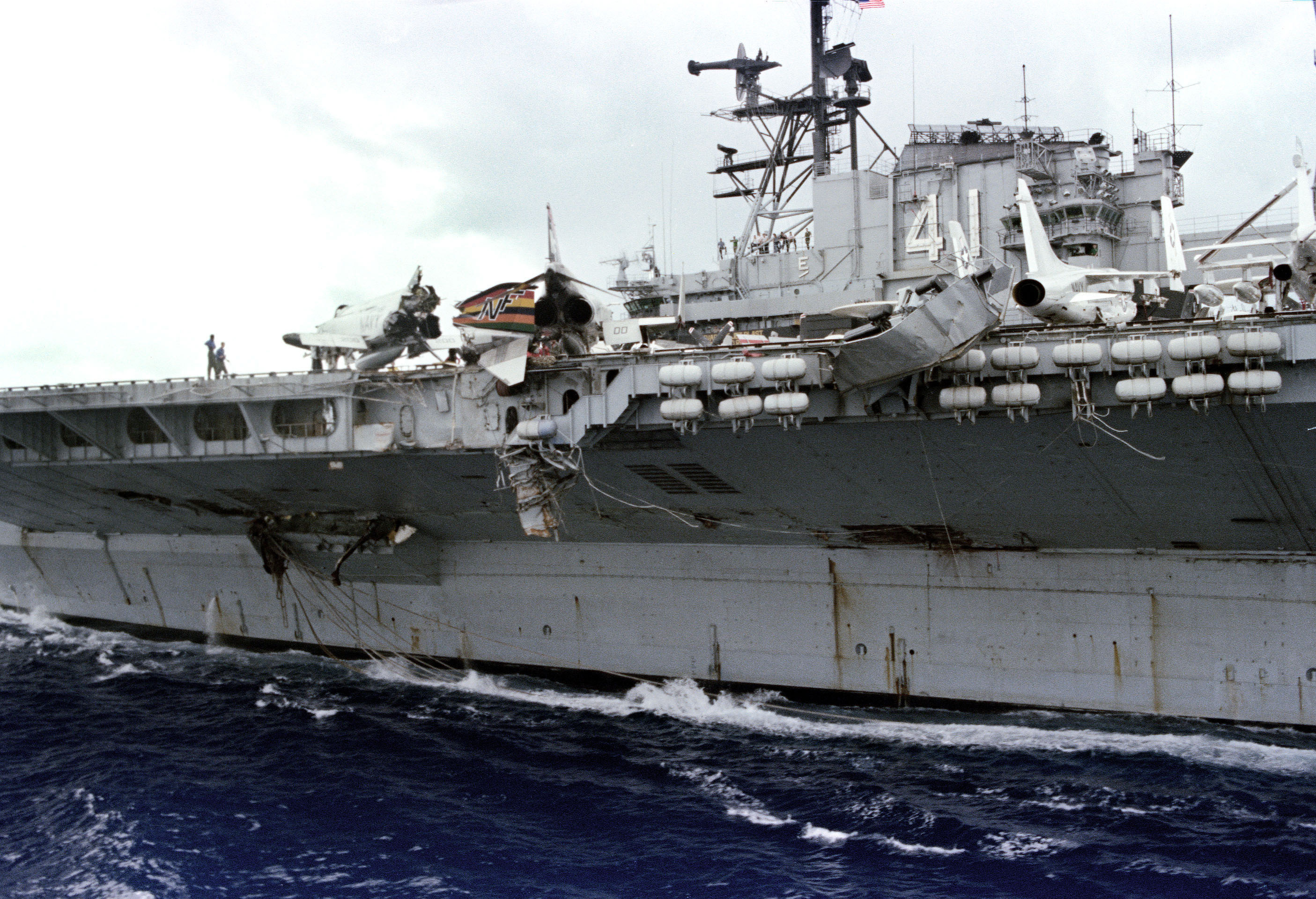
Schäden an der Backbordseite der Midway nach der Kollision mit dem Frachter Cactus, 29. Juli 1980

Am 29. Juli 1980 kam es während der Passage der Straße von Malakka zu einer schweren Kollision. Die Midway, die unter EMCON-Bedingungen (Emissionskontrolle) lief und sämtliche Radaranlagen sowie einen Großteil der Beleuchtung ausgeschaltet hatte, stieß mit dem unter panamaischer Flagge fahrenden Frachter Cactus zusammen. Der Frachter riss drei Löcher in das überhängende Flugdeck auf der Backbordseite des Flugzeugträgers, zerstörte drei an Deck geparkte Phantom-Flugzeuge und riss die Produktionsanlage für Flüssigsauerstoff aus ihren Verankerungen. Glücklicherweise brach kein Feuer aus, obwohl die drei beschädigten Flugzeuge voll betankt und bewaffnet waren und Jettreibstoff auslief. Dennoch forderte die Kollision Todesopfer; zwei Soldaten, die sich in der Flüssigsauerstoffgewinnungsanlage aufgehalten hatten, kamen ums Leben. Drei weitere Besatzungsmitglieder des Trägers wurden bei der Kollision verletzt.
Am 17. August 1980 löste die Midway die Constellation auf ihrem Posten im Indischen Ozean ab. Zusammen mit der Task Group um die Dwight D. Eisenhower befuhr die Midway auch das Arabische Meer. Insgesamt hielt sich der Träger 1980 118 Tage im Indischen Ozean auf. Bis Dezember 1983 folgten drei weitere Einsätze im Indischen Ozean, die weitestgehend ereignislos verliefen. Im Frühjahr 1983 war die Midway zusammen mit zwei weiteren Trägern an der großangelegten Übung Fleetex 83 im Nordpazifik beteiligt, während der durch Überflüge über Kamtschatka und die Kurilen die sowjetischen Reaktionsmuster und Einsatzbereitschaft geprüft werden sollte. Die amerikanische Hoffnung, die Tupolew Tu-22M Backfire zu Gesicht zu bekommen, erfüllte sich nicht. Die Verletzungen des sowjetischen Luftraums während des Manövers führten zu keiner militärischen Reaktion, es gab lediglich diplomatische Proteste. Am 2. Dezember 1984 erhielten die Midway und ihre Besatzung die zweite Meritorious Unit Commendation für ihren Einsatz zwischen 1982 und 1984.
Am 23. März 1986 kam es vor der koreanischen Küste zu einer Kollision mit einem Fischerboot, die der Flugzeugträger ohne Schäden überstand. Zwei Tage später erfolgten die letzten Einsatzstarts der A-7 Corsair von Bord der Midway; die Flugzeuge wurden durch die neue F/A-18 Hornet ersetzt. Am 31. März dockte die Midway im Dock 6 im Hafen von Yokosuka ein, wo in den folgenden acht Monaten eine umfangreiche Modernisierung und Überholung stattfand. Während der „EISRA-86“ (Extended Incremental Selected Repair Availability) genannten Überholung wurden am Rumpf des Flugzeugträgers 2,6 Meter breite Wülste angeschweißt, die einerseits die Stabilität erhöhen, andererseits eine zusätzliche Auftriebsreserve schaffen sollten. Dazu kam eine neue Ausstattung des Flugdecks mit Gasstrahlabweisern, neuen Katapultbahnen und verbesserter Flugkontrollausstattung. Zudem wurde durch die Entfernung von Panzerung und überflüssiger Verkabelung die Topplastigkeit um 350 Tonnen reduziert. Die Arbeiten an der Midway wurden trotz aller Probleme noch vor dem geplanten Termin beendet, sie konnte Ende November 1986 das Dock verlassen. Am 28. November landete dann die erste der neuen F/A-18 Hornet an Bord.

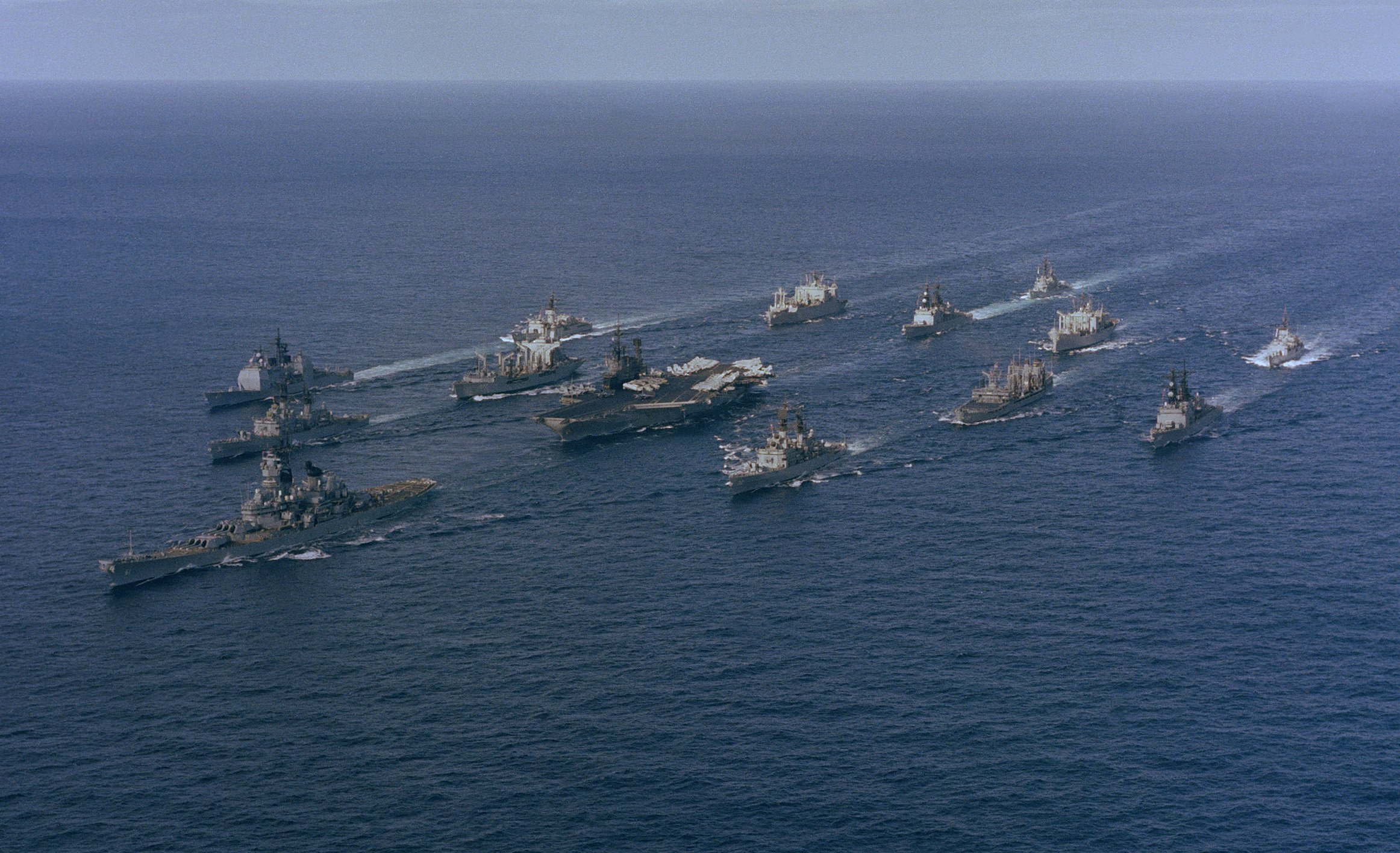
Die Battle Group Alfa, verstärkt durch das Schlachtschiff Iowa im Dezember 1987

Am 9. Januar 1987 wurde die Midway der „Battle Group Alfa“ zugeteilt, bestehend aus dem Flugzeugträger als Flaggschiff, den Lenkwaffenkreuzern Reeves und England, den Zerstörern Towers, Cochrane und Oldendorf, den Fregatten Knox und Kirk sowie den Versorgungsschiffen San Jose, Mispillion, Kansas City und Kilauea. Der Kampfverband wurde zum Jahresende noch durch das Schlachtschiff Iowa verstärkt. Im Frühsommer besuchte die Midway als erster US-Flugzeugträger seit 1972 Sydney; 7000 Besucher kamen während des zehntägigen Hafenaufenthalts an Bord. Im Winter 1987/1988 gehörte der Kampfverband um die Midway zur Fernsicherung der Operation Earnest Will und sicherte den Einsatz gegen den Iran aus dem Indischen Ozean.
1988 wurde in einer Senatskommission die Stilllegung der Midway vorgeschlagen, da die Stabilitätsprobleme auch durch die Rumpfwülste nicht gelöst werden konnten. Nach langen Verhandlungen genehmigte der US-Kongress 138 Millionen US-Dollar für eine weitere Überholung, bei der die Stabilitätsprobleme endgültig gelöst werden sollten.
Im März 1989 nahm der Träger an der Übung „Team Spirit“ vor Südkorea teil, Anfang Juni wurde er nach dem Tian’anmen-Massaker für eine eventuelle Evakuierung von US-Staatsbürgern aus der Volksrepublik China in Bereitschaft gehalten. Nach Abschluss der Arbeiten im Dock wurde die Midway am 16. August 1989 wieder für voll einsatzfähig erklärt, ihr erster Einsatz führte sie dann in den Indischen Ozean zu Übungen. Am 30. September warf der Pilot einer auf der Midway stationierten F/A-18 Hornet versehentlich eine 500-Pfund-Bombe auf das Vorschiff der Reeves, wobei fünf Besatzungsmitglieder des Kreuzers verletzt wurden. Die Midway lief dann nach Süden und legte am 10. November 1989 als erster US-Träger in Fremantle an der Westküste Australiens an. Vom 2. bis zum 9. Dezember unterstützte die Midway zusammen mit der Enterprise im Rahmen der „Operation Classic Resolve“ die philippinische Regierung um Corazon Aquino gegen einen Putschversuch Marcos-treuer Militärs.

### Golfkrieg
Am 20. Juni 1990 kam es 125 Seemeilen nordöstlich von Japan auf der Midway zu einer schweren Explosion in einem Lagerraum unter Deck. Bei der Explosion und dem anschließenden elfstündigen Feuer starben drei Besatzungsmitglieder, acht weitere wurden zum Teil schwer verletzt. Aufgrund des hohen Alters der Midway wurde in den Medien über eine Außerdienststellung nach diesem schweren Unfall spekuliert, der Träger verließ aber am 2. Oktober 1990 Yokosuka in Richtung Persischer Golf zur Unterstützung der Operation Desert Shield.

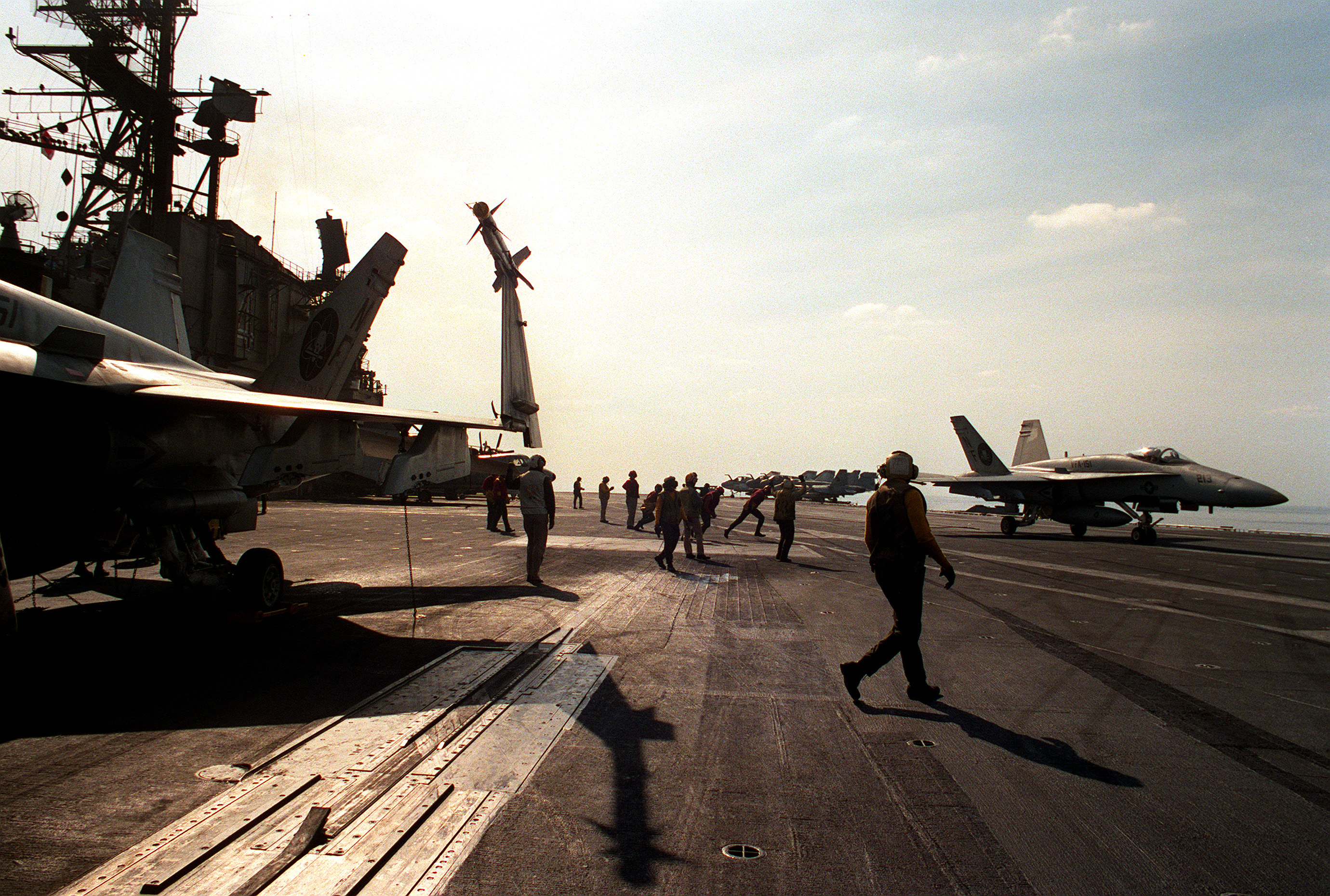
Flugbetrieb an Bord der Midway während der Operation Desert Shield, Februar 1991

Am 2. November löste die Midway die Independence auf ihrer Position im nördlichen Arabischen Meer ab. Während der Operation Desert Shield war die Midway der einzige Flugzeugträger, der direkt in den schwer verminten Gewässern des Persischen Golfs operierte. Ab dem 15. November unterstützten ihre Flugzeuge die Operation Imminent Thunder, eine groß angelegte achttägige amphibische Übung im Norden Saudi-Arabiens. Über Weihnachten 1990 besuchte die Midway als erster Flugzeugträger überhaupt einen Hafen im Persischen Golf, sie ankerte vor Abu Dhabi. Konteradmiral Daniel P. March, Kommandant der Task Force 154 und Befehlshaber aller alliierten Schiffe im Golf, machte die Midway zu seinem Flaggschiff.
Nachdem der Irak das UN-Ultimatum zum Abzug aus Kuwait am 15. Februar 1991 verstreichen ließ, begannen im Rahmen der Operation Desert Storm am 17. Februar die Luftangriffe auf irakische Ziele. Flugzeuge der Midway gehörten zur ersten Angriffswelle. Zu den vorrangigen Aufgaben der A-6 Intruder und F/A-18 Hornet gehörte zu Beginn des Krieges die Zerstörung der irakischen Flugabwehrraketenstellungen und Radaranlagen, später die Vorbereitung und Unterstützung des Bodenangriffs. Während der Angriffe lag die Midway von allen Flugzeugträgern am weitesten nördlich im persischen Golf; der Carrier Air Wing 5 flog während Desert Storm insgesamt 3019 Kampfeinsätze, durchschnittlich 120 am Tag. 1840 Tonnen Munition wurden auf Ziele in Kuwait und im Irak abgeworfen. Zudem war die Midway der einzige der vier Träger, der während des Einsatzes keine Piloten verlor. Am 10. März 1991 verließ der Träger den persischen Golf und kehrte nach Yokosuka zurück.

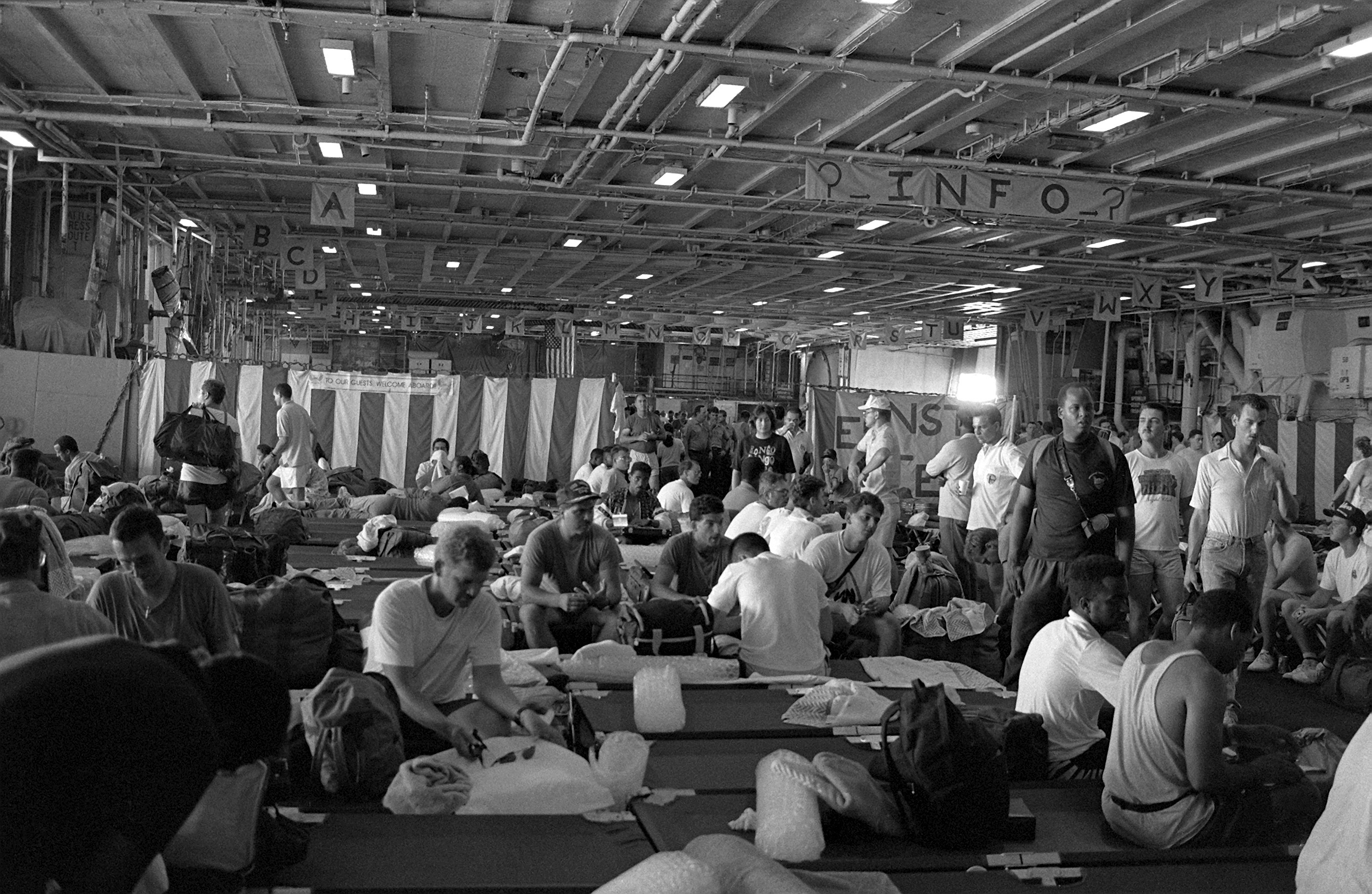
Philippinische Flüchtlinge im Hangardeck der Midway, Juni 1991

Als am 9. Juni 1991 der Pinatubo eine erste Aschesäule in den Himmel schleuderte, wurde die Evakuierung der Clark Air Base angeordnet, die sich nur 40 Kilometer vom Vulkan entfernt befand. Unmittelbar nach der großen Eruption am 15. Juni erhielt die Midway, die eigentlich für die Außerdienststellung vorbereitet wurde, den Befehl, nach Subic Bay auszulaufen und die Flüchtlinge an Bord zu nehmen. In der Nacht zum 16. Juni wurden Vorräte und Materialien zur Unterbringung von 5000 Menschen an Bord gebunkert, am Morgen lief der Träger dann mit Höchstgeschwindigkeit in Richtung der Philippinen. Am 21. Juni traf die Rettungsflotte, die auch den neuesten Träger der US-Marine, die Abraham Lincoln, umfasste, in Subic Bay ein. Am nächsten Tag verließ die Midway mit 5000 Flüchtlingen an Bord die aufgegebene Marinebasis in Richtung Cebu, von wo aus die Geretteten nach Guam und in die Vereinigten Staaten ausgeflogen wurden.

### Außerdienststellung

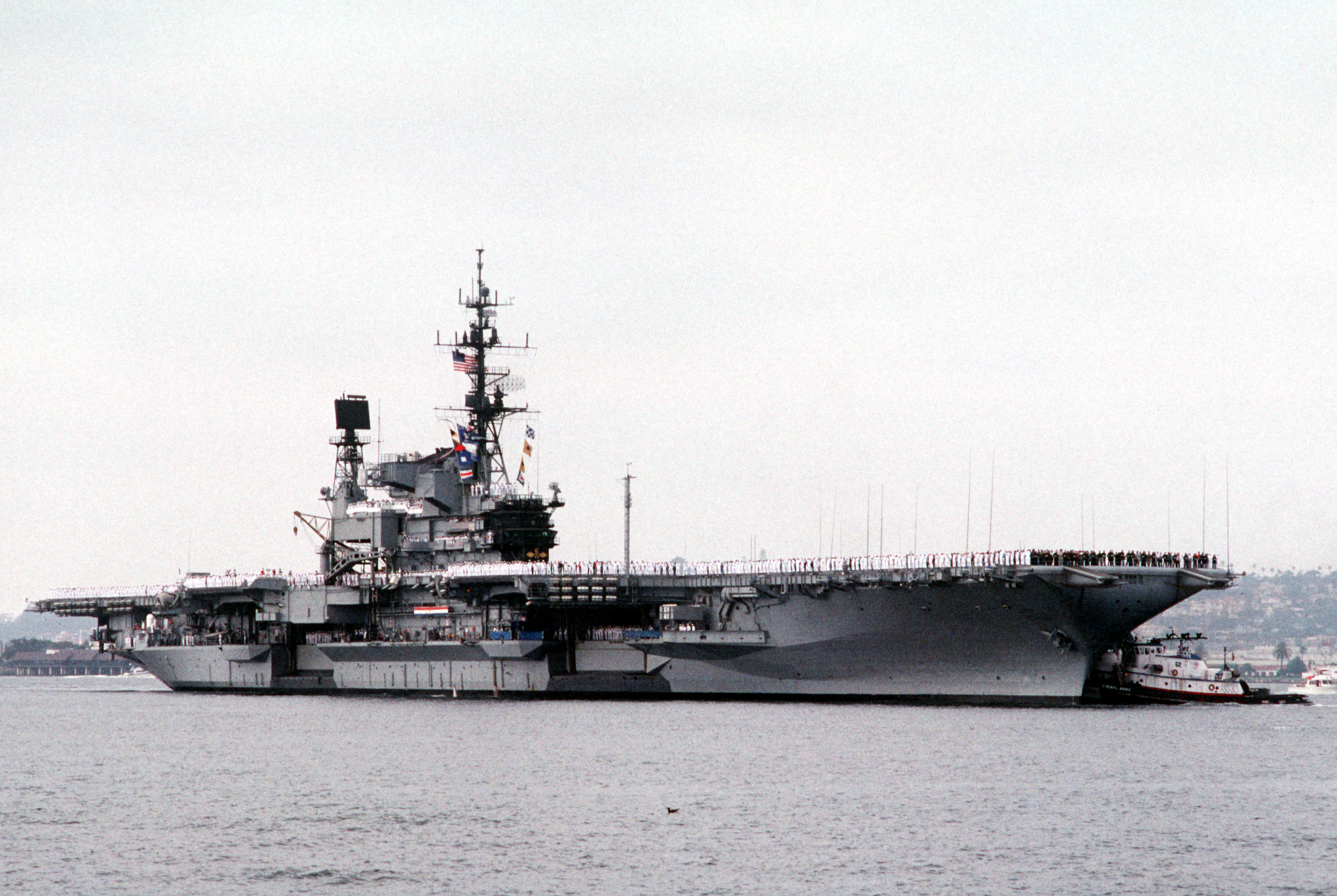
Die Midway legt am 14. September 1991 in San Diego an

Am 10. August 1991 lichtete die Midway zum letzten Mal ihren Anker in Yokosuka; für den ältesten Flugzeugträger der Flotte war im Rahmen der Reduzierung der Anzahl der Flugzeugträger von 14 auf 12 die Außerdienststellung beschlossen worden. Ende August lief sie in Pearl Harbor ein, wo die USS Independence sie als vorgeschobener Flugzeugträger ablöste. Hierbei löste der Carrier Air Wing 14 nach 20 Jahren den Carrier Air Wing 5 an Bord der Midway ab.
Am 4. September lief die Midway dann in Seattle ein, wo in drei Tagen über 50.000 Menschen das Schiff besichtigten. Am 14. September traf sie dann in San Diego ein, wo sie außer Dienst gestellt werden sollte. Davor absolvierte der Träger am 24. September aber noch eine zweitägige Bewertungsfahrt, bei der er trotz seines Alters noch eine sehr gute Einsatzfähigkeit bewies.
In den folgenden Monaten wurde der Träger für seine Außerdienststellung vorbereitet, brauchbares Material wurde demontiert und von Bord gebracht. Am 11. April 1992 wurde dann in einer feierlichen Zeremonie in Anwesenheit zahlreicher Veteranen die Flagge zum letzten Mal eingeholt und das Schiffslogbuch von Bord gebracht. Während der 47-jährigen Dienstzeit der Midway wurden 169 Besatzungsmitglieder und Mitglieder der Air Wings bei Kampfeinsätzen oder Unfällen getötet oder gelten als vermisst, sieben Piloten gerieten in den 1960er und 1970er Jahren in Vietnam in Kriegsgefangenschaft.

### Reserveflotte und Museum

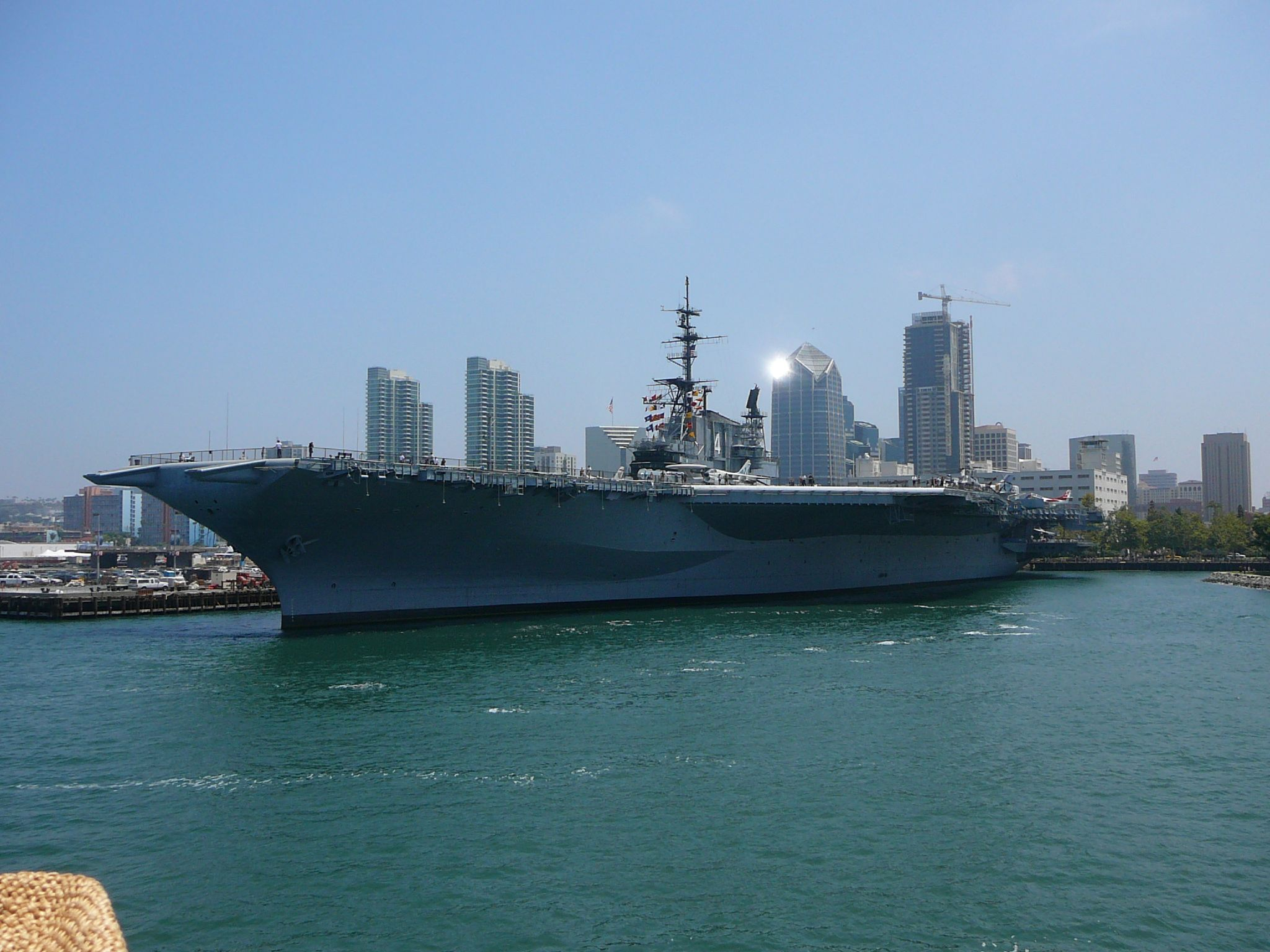
Die Midway als Museumsschiff

Die Midway wurde zunächst in der Navy Inactive Ship Maintenance Facility in Bremerton eingemottet und am 17. März 1997 dann aus dem Schiffsregister der US-Marine gestrichen. Zu Beginn des 21. Jahrhunderts war sie eigentlich zur Verschrottung vorgesehen, jedoch hatte sich schon kurz nach der Außerdienststellung 1992 eine Gruppe Freiwilliger zum Ziel gesetzt, den Flugzeugträger als Museumsschiff zu erhalten. Bis 2003 wurden zahlreiche Anträge bei der Verwaltung der Navy eingereicht und Spenden gesammelt, um die Erhaltung zu sichern. Am 29. August 2003 genehmigte Secretary of the Navy Hansford T. Johnson schließlich die Stiftung des ehemaligen Trägers an das San Diego Aircraft Carrier Museum. Am 30. September 2003 wurde die Midway von Bremerton über Oakland nach San Diego geschleppt, wo sie am 4. Januar 2004 eintraf und am 10. Januar ihren endgültigen Liegeplatz am Broadway Pier bekam. Am 7. Juni wurde das USS Midway Museum mit der Midway als Herzstück eröffnet.

## Auszeichnungen
Während ihrer fast 47-jährigen Dienstzeit erhielt die Midway insgesamt 60 Einheitenauszeichnungen, Kampagnen- und Dienstmedaillen und -abzeichen.
1973 erhielt die USS Midway zusammen mit dem Carrier Air Wing Five die Presidential Unit Citation für ihren Einsatz vor Vietnam.

“By virtue of the authority vested in me as President of the United States and as Commander-in-Chief of the Armed Forces of the United States, I have today awarded the Presidential Unit Citation (Navy) for extraordinary heroism to USS Midway (CVA-41) and Attack Carrier Air Wing Five (CVW-5) for extraordinary heroism and outstanding performance of duty in action against enemy forces in Southeast Asia from 30 April 1972 to 9 February 1973. During this crucial period of the Vietnam conflict, USS Midway and embarked Attack Carrier Air Wing Five carried out devastating aerial attacks against enemy installations, transportation, and lines of communications in the face of extremely heavy opposition including multi-calibre antiaircraft artillery fire and surface-to-air missiles. Displaying superb airmanship and unwavering courage, Midway/CVW-5 pilots played a significant role in lifting the prolonged sieges at An Loc, Kontum, and Quang Tri and in carrying out the concentrated aerial strikes against the enemy’s industrial heartland which eventually resulted in a cease-fire. By their excellent teamwork, dedication, and sustained superior performance, the officers and men of Midway and Attack Carrier Air Wing Five reflected great credit upon themselves and upheld the highest traditions of the United States Naval Service.”

„Kraft meines Amtes als Präsident der Vereinigten Staaten und Oberbefehlshaber der Streitkräfte der Vereinigten Staaten habe ich heute für außerordentliche Tapferkeit und hervorragende Pflichterfüllung im Einsatz gegen die feindlichen Kräfte in Südostasien vom 30. April 1972 bis zum 9. Februar 1973 der USS Midway (CV-41) und dem Attack Carrier Air Wing Five die Presidential Unit Citation (Navy) für außerordentliche Tapferkeit verliehen. In dieser entscheidenden Phase des Vietnam-Konflikts führten die USS Midway und der eingeschiffte Attack Carrier Air Wing Five verheerende Luftangriffe gegen feindliche Anlagen, Transport- und Kommunikationswege trotz extrem heftigen Widerstands durch Flugabwehr-Artillerie und Boden-Luft-Raketen durch. Hervorragende Flugzeugführung und unerschütterlicher Mut der Midway/CVW-5 Piloten spielten eine bedeutende Rolle beim Durchbrechen der langandauernden Belagerungen von An Loc, Kontum und Quang Tri und bei der Durchführung der konzentrierten Luftangriffe gegen das industrielle Kernland des Feindes, die schließlich in einen Waffenstillstand mündeten. Durch ihre hervorragende Teamarbeit, ihr Engagement und ihre anhaltenden ausgezeichneten Leistungen verdienten sich die Offiziere und Mannschaften der Midway und des Attack Carrier Air Wing Five großes Lob und hielten die allerhöchsten Traditionen des United States Naval Service aufrecht.“

## Kommandanten der Midway
Commanding Officers der USS Midway während ihrer Dienstzeit:
| Rang         | Name | Beginn der Berufung                                                                                        | Ende der Berufung                                                                                          |
| ------------ | --- | --- | --- |
| Captain      | Joseph Francis Bolger                                                                                      | 10. September 1945                                                                                         | 12. Januar 1946                                                                                            |
| Captain      | Herbert Spencer Duckworth                                                                                  | 12. Januar 1946                                                                                            | 18. Juli 1946                                                                                              |
| Captain      | John Perry Whitney                                                                                         | 18. Juli 1946                                                                                              | 11. August 1947                                                                                            |
| Captain      | Albert Kellogg Morehouse                                                                                   | 11. August 1947                                                                                            | 22. April 1948                                                                                             |
| Commander    | Forsyth Massey                                                                                             | 22. April 1948                                                                                             | 28. Mai 1948                                                                                               |
| Commander    | Raymond Neil Sharp                                                                                         | 28. Mai 1948                                                                                               | 7. September 1948                                                                                          |
| Captain      | Marcel Emil Adan Gouin                                                                                     | 7. September 1948                                                                                          | 8. August 1949                                                                                             |
| Captain      | Wallace Morris Beakley                                                                                     | 8. August 1949                                                                                             | 1. Juli 1950                                                                                               |
| Captain      | Frederick Norman Kivette                                                                                   | 1. Juli 1950                                                                                               | 8. März 1951                                                                                               |
| Captain      | Kenneth Craig                                                                                              | 8. März 1951                                                                                               | 2. April 1952                                                                                              |
| Captain      | Frank O’Beirne                                                                                             | 2. April 1952                                                                                              | 4. April 1953                                                                                              |
| Captain      | Clifford Steele Cooper                                                                                     | 4. April 1953                                                                                              | 19. Januar 1954                                                                                            |
| Captain      | William Henry Ashford, Jr.                                                                                 | 19. Januar 1954                                                                                            | 1. Oktober 1954                                                                                            |
| Captain      | Reynold Delos Hogle                                                                                        | 1. Oktober 1954                                                                                            | 7. September 1955                                                                                          |
| Captain      | Richard Spalding Rogers                                                                                    | 7. September 1955                                                                                          | 14. Oktober 1955                                                                                           |
| Außer Dienst | | | |
| Captain      | Francis Edward Nuessle                                                                                     | 30. September 1957                                                                                         | 2. Juni 1958                                                                                               |
| Captain      | John Thomas Blackburn                                                                                      | 2. Juni 1958                                                                                               | 19. Mai 1959                                                                                               |
| Captain      | James Haile Mini                                                                                           | 19. Mai 1959                                                                                               | 15. Juni 1960                                                                                              |
| Captain      | Ralph Wynne Cousins                                                                                        | 15. Juni 1960                                                                                              | 22. April 1961                                                                                             |
| Captain      | Robert George Dosé                                                                                         | 22. April 1961                                                                                             | 21. April 1962                                                                                             |
| Captain      | Roy Maurice Isaman                                                                                         | 21. April 1962                                                                                             | 25. Januar 1963                                                                                            |
| Captain      | Leroy Eugene Harris                                                                                        | 25. Januar 1963                                                                                            | 25. Januar 1964                                                                                            |
| Captain      | Whitney Wright                                                                                             | 25. Januar 1964                                                                                            | 19. Dezember 1964                                                                                          |
| Captain      | James Michael O’Brien                                                                                      | 19. Dezember 1964                                                                                          | 15. Februar 1966                                                                                           |
| Außer Dienst | | | |
| Captain      | Eugene J. Carroll, Jr.                                                                                     | 31. Januar 1970                                                                                            | 10. Juli 1971                                                                                              |
| Captain      | William L. Harris, Jr.                                                                                     | 10. Juli 1971                                                                                              | 31. Juli 1972                                                                                              |
| Captain      | Sylvester Robert Foley, Jr.                                                                                | 31. Juli 1972                                                                                              | 7. September 1973                                                                                          |
| Captain      | Richard Joseph Schulte                                                                                     | 7. September 1973                                                                                          | 26. März 1975                                                                                              |
| Captain      | Lawrence Cleveland Chambers                                                                                | 26. März 1975                                                                                              | 20. Oktober 1976                                                                                           |
| Captain      | Donald L. Felt                                                                                             | 20. Oktober 1976                                                                                           | 27. Februar 1978                                                                                           |
| Captain      | Thomas F. Brown III                                                                                        | 27. Februar 1978                                                                                           | 7. September 1979                                                                                          |
| Captain      | E. Inman Carmichael                                                                                        | 7. September 1979                                                                                          | 17. Februar 1981                                                                                           |
| Captain      | Robert S. Owens                                                                                            | 17. Februar 1981                                                                                           | 21. August 1982                                                                                            |
| Captain      | Charles Reynolds McGrail, Jr.                                                                              | 21. August 1982                                                                                            | 31. Januar 1984                                                                                            |
| Captain      | Harry Patrick Kober, Jr.                                                                                   | 31. Januar 1984                                                                                            | 22. Juni 1985                                                                                              |
| Captain      | Riley D. Mixson                                                                                            | 22. Juni 1985                                                                                              | 10. April 1987                                                                                             |
| Captain      | Richard Alexander Wilson                                                                                   | 10. April 1987                                                                                             | 25. Februar 1989                                                                                           |
| Captain      | Bernard J. Smith                                                                                           | 25. Februar 1989                                                                                           | 12. Juni 1990                                                                                              |
| Captain      | Arthur K. Cebrowski                                                                                        | 12. Juni 1990                                                                                              | 12. Juni 1991                                                                                              |
| Captain      | Larry L. Ernst                                                                                             | 12. Juni 1991                                                                                              | 11. April 1992                                                                                             |
| Außer Dienst | | | |
| Commander    | John Forrest Schork (XO), befehlshabender Offizier bis zur Schließung des Schifflogbuchs am 8. August 1992 | John Forrest Schork (XO), befehlshabender Offizier bis zur Schließung des Schifflogbuchs am 8. August 1992 | John Forrest Schork (XO), befehlshabender Offizier bis zur Schließung des Schifflogbuchs am 8. August 1992 |

## Filme
- History Channel: USS Midway – The Hero Ship. 2005.